# Фэнтези

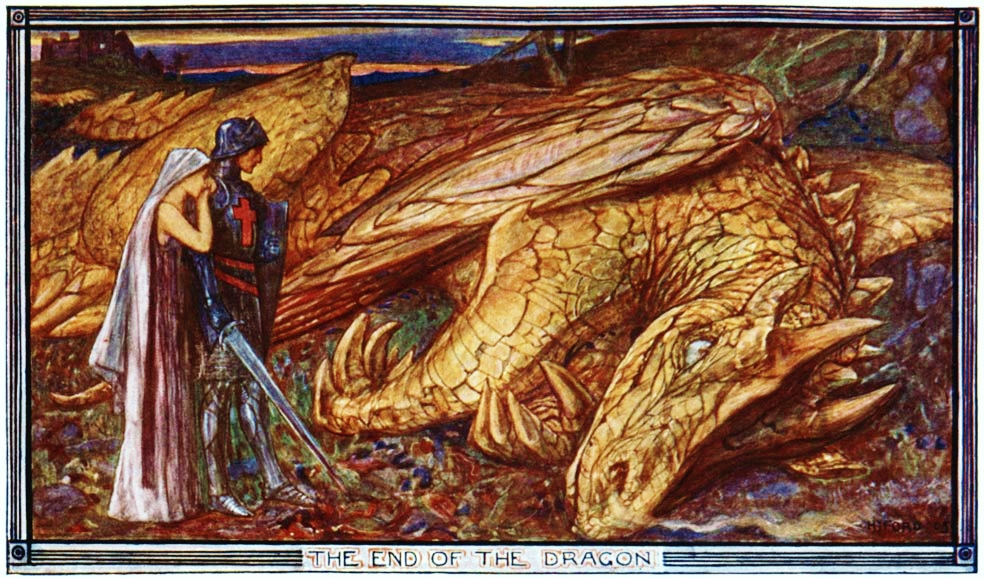
Генри Джастис Форд. Смерть дракона

Фэ́нтези (фентези, фентэзи, фэнтази, англ. fantasy — «воображение, фантазия», «иллюзия, игра воображения», «каприз», «способность создавать в уме образы реальных вещей или новые представления») — жанр современного искусства, разновидность фантастики. В широком смысле под «фэнтези» подразумевается вся «фантастика сверхъестественного», в узком смысле — фантастико-приключенческая проза с условно-средневековыми декорациями, в которых разворачивается сюжет (обычно квест). Для фэнтези в узком смысле характерно соединение иррациональных мотивов волшебства, магии, рыцарского эпоса с реалистической наррацией, изображаются виртуальные миры со средневековыми реалиями, нетехничной психологией. К русским аналогам термина «фэнтези» относятся термины «волшебная фантастика» и «сказочная фантастика».
Первые произведения современного фэнтези начали появляться в начале XX века. В середине XX века наиболее значительное влияние на формирование современного облика классического фэнтези оказали английские писатели Джон Рональд Руэл Толкин, автор романа «Властелин колец», Роберт Говард, автор цикла о Конане-варваре, и Клайв Стейплз Льюис, автор «Хроник Нарнии».
Фэнтези находится в генетическом родстве с народной сказкой и мифом, у которых оно заимствует лиричность, эпичность повествования, исходную трагичность и предначертанность. На этапе возникновения фэнтези не отличали от мифа, сказки или научной фантастики и лишь впоследствии стали рассматривать в качестве самобытного жанра. Тем не менее рассмотрение фэнтези как жанра подвергается критике, потому что оно имеет разные жанровые воплощения: летописи, хроники, поэмы, романы, притчи, комедии. Также фэнтези охватывает разные виды искусства: литературу, живопись, графику, кино, музыку. По этим причинам его можно рассматривать как направление.

### Теоретические положения

#### Определение
Как считает большинство исследователей, общепринятое определение жанра фэнтези в научной литературе отсутствует, и жанровый канон окончательно не определён. А. Николаева характеризует основные позиции западных исследователей следующим образом: «Спрэг де Камп пишет, что литература, относимая к жанру фэнтези, базируется на сверхъестественных идеях или предположениях и содержит такие элементы, как демоны, колдуны, духи и магические заклинания. Питер Николе (редактор самой авторитетной „Энциклопедии научной фантастики“) считает фэнтези одним из поджанров научной фантастики, а Дарко Сувин (канадский фантастолог югославского происхождения), в противоположность ему, определяет научную фантастику как малую часть фэнтези. Более или менее объединяет эти точки зрения К. Н. Мэнлав, утверждающий, что фэнтези всегда можно отличить от других жанров благодаря широкому использованию сверхъестественных и порой невозможных элементов».
Часто фэнтези определяется через его сравнение с научной фантастикой, при этом его характеризуют как произведение, где фантастический элемент несовместим с научной картиной мира. Разделяя эти два направления, исследователи (Т. А. Чернышёва, С. Лем, Х. Гернсбек) нередко основываются на главном тезисе о том, что научная фантастика представляет возможный логический мир, а фэнтези — магическую действительность, которая заведомо невозможна.
Писатель и журналист А. Карелин считает, что фэнтези — это «поджанр фантастики, основой которого является повествование о вымышленном мире, в котором чудо является реальным, а мировой базис больше идеалистичен, чем рационален, и больше религиозен (чудесен, магичен), чем физичен». Писатель С. Логинов высказывал мнение, что «фэнтези — часть фантастической литературы, занимающаяся конструированием миров, построенных, исходя из положений объективного идеализма».
Согласно А. И. Осипову, характеристики фэнтези включают в себя наличие надмировых, божественных сил, магии и различных сказочных персонажей. Этот подход очень широкий и может распространяться на различные литературные произведения, включая волшебные сказки, в которых герой взаимодействует с миром богов, сил природы и сказочных существ при помощи магических артефактов.
B. Л. Гопман утверждает, что «фэнтези — вид фантастической литературы (или литературы о необычайном), основанной на сюжетном допущении иррационального характера. Это допущение не имеет „логической“ мотивации в тексте, предполагая существование фактов и явлений, не поддающихся, в отличие от научной фантастики, рациональному объяснению». Согласно В. Каплану, фэнтези — «это произведения, где фантастический элемент несовместим с „научной картиной мира“». По мнению А. Торшина, фэнтези — это «вид фантастической литературы, основанный на иррациональных сюжетных посылах и представляющий извечные проблемы бытия преимущественно в формах инобытия, способных вызвать у читателя иллюзию реальности картин фантастического вымысла».
Также порой фэнтези и научную фантастику разграничивают по следующему критерию: тип фантастического повествования — с одной фантастической посылкой (научная фантастика) и с множеством посылок (фэнтези). В рамках первого типа сюжетов, по утверждению Т. Чернышёвой, повествуется о чуде, которое происходит в художественной модели мира, «соотнесённого с законами реальной, детерминированной действительности», второй тип связан с художественной моделью особого мира, законы которого, рассмотренные «с позиций детерминизма», представляются полным «беззаконием». В работе 1970 года С. Лем определял фэнтези как ответвление сказки: «Когда „детерминистский оптимизм“ судьбы превращается в „детерминизм, потрёпанный схоластикой случайностей“, классическая сказка превращается в фэнтези».
С. Алексеев и М. Батшев предлагают следующее определение: «К фэнтези относятся произведения, в которых на базе сказочно-мифологического наследия народов мира конструируются фантазией автора литературные „вторичные миры“». Исследователи И. Эйдемиллер и Л. Лебедев определяют фэнтези так: «Мир фэнтези — это пропущенные через современное сознание и ожившие по воле автора древние мифы, легенды, сказания. Это альтернативные или забытые периоды истории человечества. Это летописи почти сказочных королевств. Это комедия условного средневековья и трагедия мира, навсегда покидаемого эльфами, гномами».
В справочнике «Русская фантастика XX века в именах и лицах» даётся такое определение: «Фэнтези — это своеобразное сращение сказки, фантастики и приключенческого романа в единую („параллельную“, „вторичную“) художественную реальность с тенденцией к воссозданию, переосмыслению мифического архетипа и формированию нового мира в её границах». Там же приводится другое определение: фэнтези — жанр, в основе которого «либо переработанная каноническая система мифов, либо оригинальная авторская мифологическая концепция, важнейший признак которой — создание вторичного мира (целостной картины мира и человека, где человек — микрокосм в системе макрокосма».
Согласно «Первому толковому большому энциклопедическому словарю» под редакцией С. М. Снарской, фэнтези — «направление в литературе, кино, компьютерных играх и т. п., включающее произведения разных жанров, герои которых существуют в условной социальной и природной среде, сотворённом воображением автора „вторичном мире“, для создания которого может использоваться весь арсенал сказок, легенд и мифов разных народов».
Исследователь И. Г. Минералова отмечает, что фэнтези порой определяется как литература, где границы между реальным, фантастическим и ирреальным, мистическим размыты. В современном литературоведении это определение используется всё чаще.

#### Другие теоретические положения
Истоки фэнтези — французская «фейная» сказка, скандинавский и кельтский фольклор, рыцарский и готический романы, произведения приключенческого жанра, произведения представителей романтизма, содержащие фантастические мотивы (например, сказки Э. Т. А. Гофмана или баллады В. А. Жуковского); предания, былички, аллегория, утопия, гротеск. Признаки этих жанров в фэнтезийной литературе не просто суммируются, но переплавляются в новое жанровое образование, отвечающее задачам современной эпохи и содержащее новые качества: усложнённость содержания и формы, интеллектуальную игру с читателем, различные оригинальные способы погружения в таинственный, иррациональный мир, философско-символические обобщения.
С точки зрения российской философии культуры фэнтези всё чаще трактуется через призму неомифа, представляющего собой одно из явлений постмодернистской культуры. В этом контексте фэнтези нередко понимается как одно из проявлений неомифологического сознания, в рамках которого мифы и легенды переплетаются с современной реальностью, выступая как средство понимания и интерпретации мира. Благодаря такому подходу фэнтези рассматривается как феномен, имеющий глубокие корни в культуре и истории и в то же время отражающий современные тенденции и потребности общества.
Писатели фэнтези часто прибегают к экспериментированию, создавая синтетические жанровые модели. По своей природе фэнтези представляет собой чрезвычайно подвижную художественную систему, так как появление этого жанра было связано с интеграционными процессами, происходившими на уровне жанровой формы, состоялось во многом благодаря слиянию элементов разных жанровых структур. Так, в русской литературе рубежа XX—XXI веков эволюция фэнтези протекала в плоскости синтетического освоения распространённых в современной литературе жанров.
Фэнтезийная литература возникает и развивается на фоне общей секуляризации сознания и быта, так как для свободного оперирования мифологическими и религиозными текстами необходима  определённая степень освобождения от давления их авторитета. В литературе фэнтези, с одной стороны, проявляется тоска по вечному и неизменному, с другой — она подчёркнуто «нетеоцентрична»: хотя в фэнтезийных текстах часто присутствует развитая теология, человек, принимая решение, обычно оказывается наедине с самим собой. Кроме детерриторизации религии, для возникновения фэнтези значим отказ от политической идеологии национального самосознания. Глобализация в значительной мере проявляется как американизация, оказывающая своё влияние через индустрию развлечений и в том числе через Голливуд (популярность фэнтезийных произведений во многом обеспечивается успешными экранизациями произведений). Важная предпосылка для возникновения фэнтези — возрастание значимости досуга в жизни большинства, урбанизация (оказывающая влияние на отход от традиционного мировоззрения), распространение принципов промышленного производства и рыночных отношений на сферу культуры, демократизация общественной жизни, массовый спрос, влияющий на культурное производство, развитие средств массовой коммуникации, манипулирование сознанием и т. п.
Интерес к фэнтези во многом обусловлен возросшей потребностью в новых ценностях, возникающей возможностью выражать эти ценности в любой, в том числе и игровой, форме, относительной свободой от предписаний религии или идеологии. Фэнтезийная литература часто является способом выражения философской позиции писателя, формулирования его ценностных установок. Характерная особенность фэнтези — тяготение к общезначимой нравственной проблематике, экспериментам в области морали и межличностных отношений изображаемых разумных существ. Важнейшими для фэнтези являются следующие нравственные постулаты: свобода для человека — высшая необходимость; каждому следует стремиться к гармонии с природой; честь и справедливость — самые достойные качества личности; предательство и подлость — наиболее отвратительные качества.
Особое значение в организации пространства текста фэнтези имеет принцип бинарной оппозиции (тёмные и светлые силы, добро и зло и пр.), что приближает фэнтези к волшебной сказке и даёт возможность рассматривать её как метажанр. Популярность фэнтези в современной литературе во многом обусловлена лежащей в её основе моделью мира, воспринимаемой как универсум. Функция такой модели заключается в том, чтобы преодолеть хаос, создать благодаря преодолению трудного задания — мономифа (так же, как и в волшебной сказке и мифе) устойчивую гармонию в душе героя и в пространстве вокруг него, создать систему ценностей и приоритетов.
Исследователь В. В. Шумко выделяет следующие признаки литературы фэнтези:61:
- Детализированная Волшебная Страна, живущая по нерациональным законам.
- Сюжетный конфликт получает эпическую трактовку.
- Основные элементы фабулы заимствуются у сказки и авантюрного романа.
- Наличие уникальной образности.
- Средневековый антураж.
- Особые пространственно-временные характеристики.

В. В. Шумко отмечает также, что этот набор свойств может видоизменяться при экспериментах с другими жанрами — например, в рамках технопанка, киберпанка, технофэнтези, фолькфэнтези:61.
В отличие от материалистической научной фантастики, фэнтези описывает мироздание с позиций объективного идеализма — иными словами, в основе любого из фэнтезийных миров лежит акт творения — бога, дьявола или демиурга. Сотворённый единым разумом фэнтезийный мир, как правило, имеет единую систему ценностей, унитарную систему этических координат — то есть в нём должны присутствовать некие абсолюты. С этим связано присутствие в мире персонифицированных или имперсонифицированных Добра и Зла и наличие средневекового представления об устройстве мира, в основе и начале которого лежит Слово. Ещё одной особенностью фэнтези является исключительно высокая роль отдельной личности, влияние героя не только на ход событий вокруг себя, но и на су́дьбы мира.
Несоответствие параметров фэнтезийного мира реальному миру (которое в целом нехарактерно для научной фантастики) приводит к тому, что действие произведений фэнтези переносится в некие параллельные миры, живущие по другим законам; иногда — в посткатастрофическое прошлое или будущее. При этом типичным признаком фэнтези является средневековый, вернее — псевдосредневековый антураж. Дж. Р. Р. Толкин в эссе «О волшебных сказках» связывает это с эскапизмом — бегством от действительности, стремлением уйти от неживого, машинно-конвейерного мира в идеализированный «золотой век», тягой к возвышенной романтике прошлого. А так как вся достоверная история земной цивилизации очень подробно описана и захронографирована, авторы придумывают и используют страны и времена, находящиеся за пределами исторических хроник: Киммерию Р. Говарда, Британию времён короля Артура и т. п. Благодаря этому создаются карты новых земель и стран, для которых характерны кропотливо прорисованные географические реалии, тщательно разработанные исторические, экономические и этнографические подробности. Время в фэнтези близко к мифологическому, поэтому герой фэнтези сходен с героем мифов, который своими действиями должен восстановить нарушенную гармонию бытия, вернуть мир к циклическому существованию.
В отличие от научной фантастики, фэнтези не стремится объяснить мир, в котором происходит действие произведения, с научной точки зрения. Сам этот мир существует гипотетически, часто его местоположение относительно нашей реальности никак не оговаривается: это может быть как параллельный мир, так и другая планета, а его физические законы могут отличаться от земных. В таком мире допустимо существование богов, магии, мифических существ вроде драконов, великанов, фей и т. д. Неоспоримо наличие трансцендентного (иного, сверхсущностного, сверхъестественного) как ключевая составляющая в поэтике фэнтези, что неизменно отмечается исследователями. Сверхъестественное, представленное в фольклорно-мифологических образах, многие исследователи называют основным отличительным признаком фэнтези.
К особенностям вымышленных миров фэнтези относится их максимальная конкретизация и локализация, прописанность до мельчайших подробностей, благодаря которой создаётся эффект реальности происходящего. С этим связана миромоделирующая функция пути героя фэнтези — другими словами, процесс постепенного выстраивания мира, заполнения его подробностями по ходу сюжета. Движение героя в пространстве часто находится в основе сюжетной организации фэнтези, как и её долитературных предшественников — мифа, сказки. Однако в рамках мифа действия героя порой носят сакральный характер, опираются на логику посвятительного обряда, в фэнтези по сравнению с мифом возрастает количество испытаний как приключений, снижается организующая функция цели пути, которая должна лежать в основе логики движения героя в пространстве. Значимость достижения цели снижается на фоне частных обстоятельств и задач, встающих перед героем. Зачастую фэнтези построено на основе архетипических сюжетов. Фэнтези легко можно анализировать на основе морфологической жанрологии В. Проппа, которая была создана для характеристики волшебной сказки: в структуре фэнтези легко можно выделить функции действующих лиц. Присутствует «даритель», «злодей», «волшебный предмет», «испытания героя на пути к цели» и т. п.
Герой произведений фэнтези, как правило, обладает исключительными возможностями, ему присущ магический дар или необычные физические способности. Прежде всего это активно действующий персонаж, своими поступками влияющий на соотношение сил добра и зла в окружающем мире. Обитатели миров Толкина, К. С. Льюиса, У. Ле Гуин попадают в предельно сложные ситуации, требующие не только мужественных действий и героических поступков, но и — в особенности — жёсткого нравственного выбора. Несмотря на полёт воображения автора, неизменным было одно: человек должен оставаться самим собой. Нравственные ситуации, показанные в фэнтезийных произведениях, требуют от героя применения своих лучших духовных качеств, представляя собой своеобразный экзамен на звание Человека. Основная задача фэнтези заключается в победе гармонии внутри человека, победе человека над самим собой.
Произведения фэнтези в литературе до начала 1990-х годов были представлены исключительно фэнтезийным романом, однако затем появились смежные с научной фантастикой разновидности; кроме того, авторы фэнтези освоили притчу, юмористическую фантастику, возникли фэнтезийные поэмы, стихотворения, сказки. Поэтому правильней называть фэнтези не жанром, а жанровым образованием, что подчёркивает её полиморфность. Однако другие жанровые единицы в рамках фэнтези (фэнтезийные рассказы, повести, стихотворения и т. д.) тяготеют к фэнтезийному роману. Фэнтезийный рассказ и фэнтезийная повесть стремятся к фрагментарности; фэнтезийный рассказ малораспространён, а для повести характерна тенденция к циклизации, объединению в романы:61.
Наряду с неомифологической фантазией, историко-фантастическим романом и альтернативной историей фэнтези является самым востребованным направлением массовой литературы и претендует на прочные позиции в классическом наследии XX века. В формуле фэнтези содержится глубокий смысл и обобщение, что делает фэнтезийную литературу актуальной для современного восприятия. Сила воздействия фэнтези в значительной мере зависит от внелитературного контекста, её функция — не только развлекательная, но состоит главным образом в активизации творческого воображения, стимуляции познавательного интереса читателя, влиянии на эстетический и нравственный аспект самосознания.

### История литературы фэнтези

#### Западное фэнтези
Первостепенное влияние на будущий жанр оказали средневековые эпос и рыцарские романы. Артурианская легенда с её магией, мечами и романтикой, по мнению Анджея Сапковского, лежит в основе большинства произведений фэнтези. Два романа, являющиеся родоначальниками основных направлений фэнтезийной литературы, — «Смерть Артура» Т. Мэлори (предшественник эпического фэнтези) и «Неистовый Роланд» Л. Ариосто (предшественник фэнтези героического). Также отмечается влияние на становление фэнтези скандинавских саг и готических романов. В фэнтези, стилизованном под дальневосточную традицию, эту роль играют мифология и средневековая культура стран этого региона. В огромной степени оно — продолжение традиции классических китайских, японских и корейских романов и повестей, волшебная составляющая в которых очень велика.

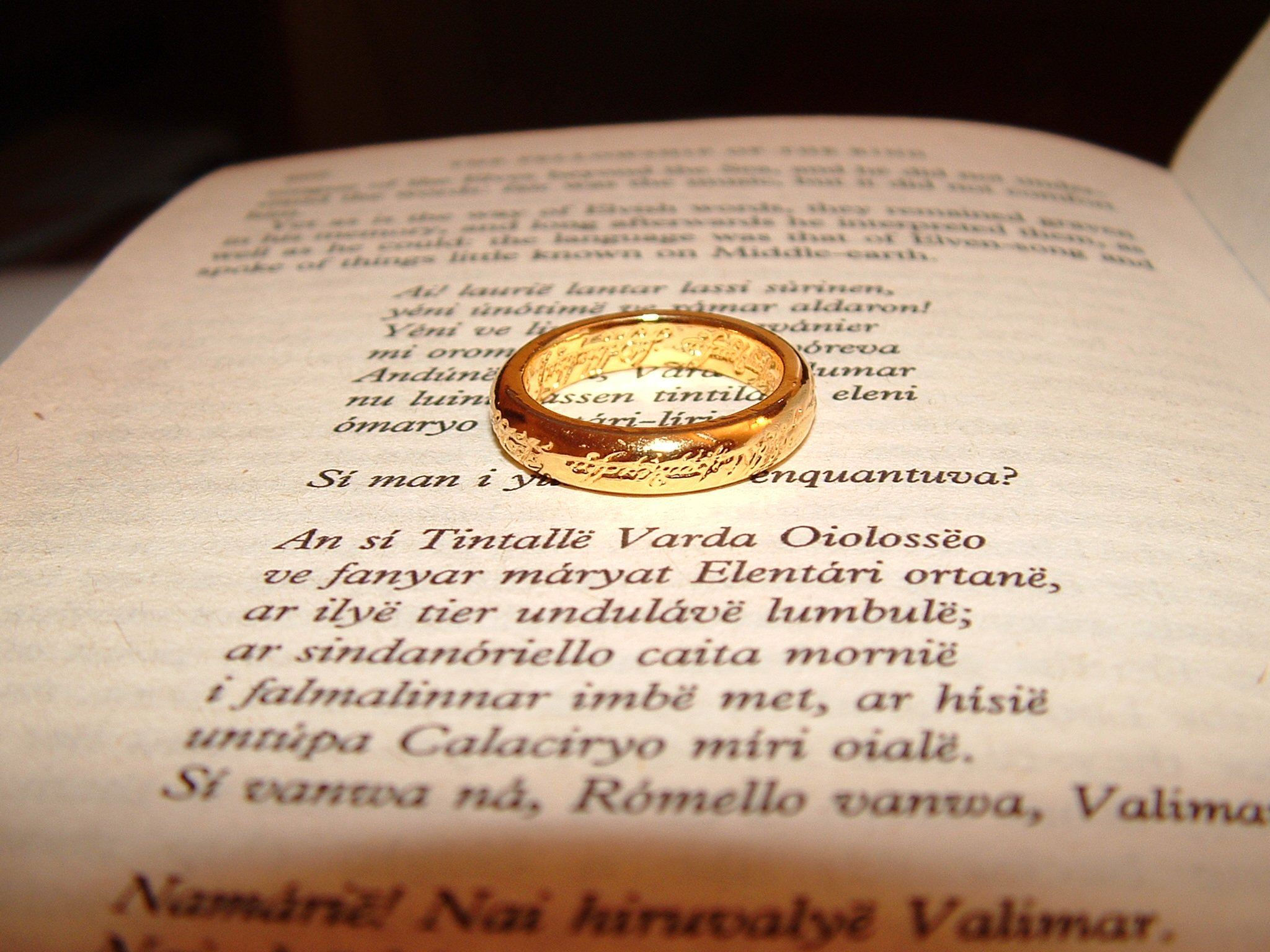
«Властелин колец» Дж. Р. Р. Толкина — один из самых ярких представителей жанра (страница из романа)

В XVII веке словом «фэнтези» называли экстравагантно-феерические произведения, в которых отсутствовали любые ограничения для фантазии. 
К предшественникам современного фэнтези относят представителей романтизма, в том числе Эрнста Гофмана, Эдгара По. История фэнтези в строгом смысле этого слова начинается в Англии конца XIX века, когда были опубликованы книги Джорджа Макдональда и Уильяма Морриса (Макдональд ввёл и сам термин «фэнтези»). Также к фэнтези относятся произведения Абрахама Меррита и Эдварда Планкетта (лорда Дансени), писавшего рассказы, основанные на старинных ирландских эпосах. И Макдональд, и лорд Дансени создавали яркие, продуманные «вторичные реальности», но их произведения не были эпическим фэнтези: недоставало размаха, бурной героики; произведения Макдональда и Дансени были слишком камерны, контуры вселенских битв в них лишь угадывались. Первое произведение собственно эпического фэнтези — роман Уильяма Морриса «Род Вольфингов», которому присущ нарочито архаичный стиль и обширные поэтические вставки и который оказал огромное влияние на создателя «Властелина колец» Дж. Р.  Р. Толкина.
К началу XX века в литературных журналах начали публиковаться палп-фикшены: короткие рассказы, в основном повествующие о принцессах, драконах, волшебных мирах и др. Среди авторов этих рассказов стали выделяться самобытные авторы, впоследствии оказавшиеся ведущими представителями классического фэнтези.
В 1890 году в книге Фрэнка Баума «Удивительный волшебник из страны Оз» были сформированы такие жанровые признаки фэнтези, как путешествие, деление на тёмных и светлых, облегчённая философия, условный антураж европейского Средневековья. В 1905 году вышел комикс Уинзора Маккея о герое Немо и его приключениях в Сламберленде (первый случай изображения Страны Мечтаний). Однако подлинной датой появления эпического фэнтези большинство критиков считают 1914 год, в котором вышел первый том дилогии «Пуйл» Кеннета Морриса, соединившей в себе высокий средневековый стиль с традициями прозы нового времени.
Другая веха в развитии жанра фэнтези до Толкина — романы Эрика Эддисона (цикл «Зимиамвия»), для которых характерны мрачно-пессимистический пафос, идея иллюзорности и тщетности земного существования.
Некоторые исследователи11[кто?] усматривают элементы фэнтези в произведениях английского писателя Генри Райдера Хаггарда «Она» (1887), «Скиталец» (1890), «Сердце мира» (1895), «Аэша» (1905), «Ледяные боги» (1925) и др.
К наиболее известным произведениям фэнтези начала XX — середины XX века относятся «Дочь короля Эльфландии» (1924) Лорда Дансени, «Конан» (первая книга вышла в 1932) Роберта Э. Говарда, «Хроники Нарнии» (1950—1956) К. С. Льюиса, «Сказания о Мануэле» Джеймса Кейбелла. Широкую популярность жанру принесла публикация «Властелина колец» Дж. Р. Р. Толкина в 1954—1955, оказавшая огромное влияние на жанр. Его преемниками можно назвать всех писателей жанра фэнтези. Традиции Толкина продолжили, в частности, Э. Бойо, Т. Деннинг, Д. Геммел, Р. Джордан, Д. Уайли, А. Фостер, Б. Хэмбли и др.:62
Отдельная традиция в рамках фэнтези первоначально развивалась параллельно толкиновской и в первой половине XX века была представлена циклом о Конане-варваре Р. Говарда, а в 1960-е годы оформилась как литература «меча и магии», «героическое фэнтези», опирающееся на кельтскую мифологию. Особенность этого направления — психологизм образов и невозможность их чёткого разделения на Добро и Зло (Добро и Зло содержит в себе герой, а мир — лишь сценическая бутафория, где нет места эпичности). В рамках этой традиции выделяются «классическое» фэнтези, «сказания о Конане» и литература «драконов и подземелий» (на основе настольной ролевой игры Dungeons & Dragons):62—63.
«Классическое» фэнтези появилось в 1960-е годы и в жанровом отношении близко к «толкиновскому» фэнтези, но, заимствуя у Толкина такой признак, как наличие философской основы, заимствовало у Говарда авантюрный сюжет. В центре внимания писателей этого направления — то мир вокруг героя, то герой как творец мира, при этом часто образуются сочетания, не подлежащие чёткому разделению. Представители «классического» фэнтези — Майкл Муркок, Андре Нортон, Фриц Лейбер, Урсула Ле Гуин, Филипп Фармер, Глен Кук, Эдмонд Гамильтон, Фрэнк Герберт, Кэтрин Куртц, Анджей Сапковский, Роберт Шекли, Роджер Желязны:63.
В настоящий момент отдельные произведения фэнтези приобрели огромную популярность. Фэнтезийная эпопея Джорджа Мартина «Песнь льда и огня», «Хроники Амбера» Роджера Желязны, «Ведьмак» Анджея Сапковского, серия книг о Плоском мире Терри Пратчетта и некоторые другие фэнтезийные тексты не только пользуются популярностью у широкой читательской аудитории и повысили рейтинги фантастики, но и позволяют говорить об особенной роли, которую литература фэнтези играет в культурном процессе. В XXI веке в рамках фэнтези работают тысячи писателей-фантастов.

#### Русское фэнтези
К первым образцам написанного в России фэнтези литературовед и критик Е. Харитонов относит роман-пенталогию «Пересмешник, или Славенские сказки» (1766—1768, 1789) М. Д. Чулкова, роман «Славенские древности, или Приключения славенских князей» (1770—1771) М. И. Попова, роман в историях «Русские сказки, содержащие древнейшие повествования о славных богатырях, сказки народные и прочие оставшиеся через пересказывание в памяти приключения» (1780) В. А. Лёвшина. Однако эти три текста, являясь переосмыслением западноевропейской куртуазной литературы, ещё не были авторскими оригинальными произведениями. Кроме того, предтечами современного фэнтези можно считать творчество А. С. Пушкина, Н. В. Гоголя, романы А. Ф. Вельтмана «Кощей Бессмертный. Былина старого времени» (1833), «Светославич, вражий питомец. Диво времён Красного Солнца Владимира» (1837) и «Новый Емеля, или Превращения» (1845). Предшественником фэнтези в русской литературе также явилась «городская сказка» — аналог западноевропейского мистического или «готического» романа. В качестве истоков городского фэнтези можно рассматривать повесть О. И. Сенковского «Записки домового (рукопись без начала и конца, найденная под голландскою печью во время перестройки)» (1835) и рассказ А. К. Толстого «Семья вурдалака» (1839). Фантастические элементы, близкие к фэнтези, присутствуют в произведениях А. Погорельского, В. Одоевского.
Традиция фэнтези в русской литературе сформировалась в том числе на основе таких произведений, как «Сон смешного человека» Ф. М. Достоевского, повести профессора А. В. Чаянова, произведения М. А. Булгакова, «Альтист Данилов» В. В. Орлова. Отдельно можно выделить пьесы Евгения Шварца — образцы политической сатиры, замаскированные под лирические сказки. В учебном пособии «Массовая литература сегодня» Н. А. Николиной, М. А. Литовской и Н. А. Купиной к фэнтези относят такие произведения, как «Творимая легенда» Ф. Сологуба, «Огненный ангел» В. Брюсова, «Блистающий мир» и «Бегущая по волнам» А. Грина, основанные на модернистском мифотворчестве. Литературоведы А. Лидин и С. Неграш рассматривают как предшественника современных авторов героического фэнтези Николая Гумилёва, чьи рассказы «Принцесса Зара» (1908), «Лесной дьявол» (1911) и в особенности «Чёрный Дик» (1908) сходны с произведениями Роберта Говарда. М. О. Савельева указывает, что фантастические элементы, близкие к фэнтези, можно обнаружить в произведениях А. Куприна, Л. Андреева, а также что особое место в истории русского фэнтези занимает публикация романа М. Булгакова «Мастер и Маргарита». Как отмечает Е. А. Сафрон, к славянскому фэнтези близки «Жар-цвет» А. В. Амфитеатрова, «На берегах Ярыни» А. А. Кондратьева.
В СССР фэнтези не изучалась, клеймилась как «культура сокрытия суровой реальности человеческого существования, средство наркотизации людей, удержания их от анализа, беспощадного продумывания их же собственного… жизненного опыта. Эрзац-культура, „индустрия грёз“, социально организованная практика внушения, манипулирования, развращения, потакания человеческим самообманам, слабостям и порокам» (цитата из сборника статей Э. Ю. Соловьёва «Массовая культура: иллюзии и действительность», 1975). Из-за негласного запрета на публикации фэнтезийных произведений писатели советского времени вынуждены были маскировать фэнтези под «фантастику для детей» или «сказочно-фантастическую прозу». В советской фантастике как особое направление, очень близкое к фэнтези, но не сливающееся с ним полностью, можно рассматривать творчество В. Крапивина и его последователей, а также сказки для детей В. Губарева, В. Каверина и других авторов, временами публиковавшиеся в сборниках или периодике. Всеми жанровыми признаками фэнтези обладают, по мнению исследовательницы Е. А. Сафрон, детские циклы о волшебнике Изумрудного города А. Волкова, «Повелитель волшебных ключей» С. Прокофьевой.  Другой вариант — маскировка фэнтези под научную фантастику, что характерно для ряда произведений, в том числе романа В. Орлова «Альтист Данилов». К предфэнтези известный критик Д. Володихин относит тексты Ольги Ларионовой, Людмилы Козинец, Евгения Богарта и некоторых менее известных авторов. Также с некоторыми оговорками к фэнтези относят «Понедельник начинается в субботу» А. и Б. Стругацких. Исследователь О. Калениченко считает «Трудно быть богом» Стругацких одним из первых образцов русской героико-социальной фэнтези.
По мнению В. Гончарова, первыми русскоязычными образцами «классической» фэнтези являются «Оборотень» Н. Ютанова, «Альбом Идиота» А. Столярова, «Белая Дорога» С. Вартанова, некоторые рассказы С. Логинова. По мнению А. Грязновой, первая публикация фэнтезийной повести на русском языке — «Лебеди улетают» М. Семёновой:6.
Далее выходят романы Г. Л. Олди (Дмитрия Громова и Олега Ладыженского), произведения Н. Перумова («Нисхождение Тьмы, или 300 лет спустя», «Летописи Хьёрварда» и др.), роман С. Логинова «Многорукий бог далайна», книга М. Успенского «Там, где нас нет», «Волкодав» М. Семёновой, «Чёрная книга Арды» Ниэннах и Иллет (Н. Васильевой и Н. Некрасовой), «Люс-а-Гард» Д. Трускиновской, «Катали мы ваше солнце» Е. Лукина, романы Е. Хаецкой «Меч и Радуга» и «Мракобес», «Моя жена — ведьма» А. Белянина, «Рыцарь из ниоткуда» (цикл «Сварог») А. Бушкова, «Посмотри в глаза чудовищ» А. Лазарчука и М. Успенского, «Искатели неба» С. Лукьяненко, «Святой Грааль» Ю. Никитина, произведения О. Дивова, М. и С. Дяченко, А. Валентинова, А. Зорича, М. Фрая, В. Камши, О. Громыко.

## Кинематограф и телевидение

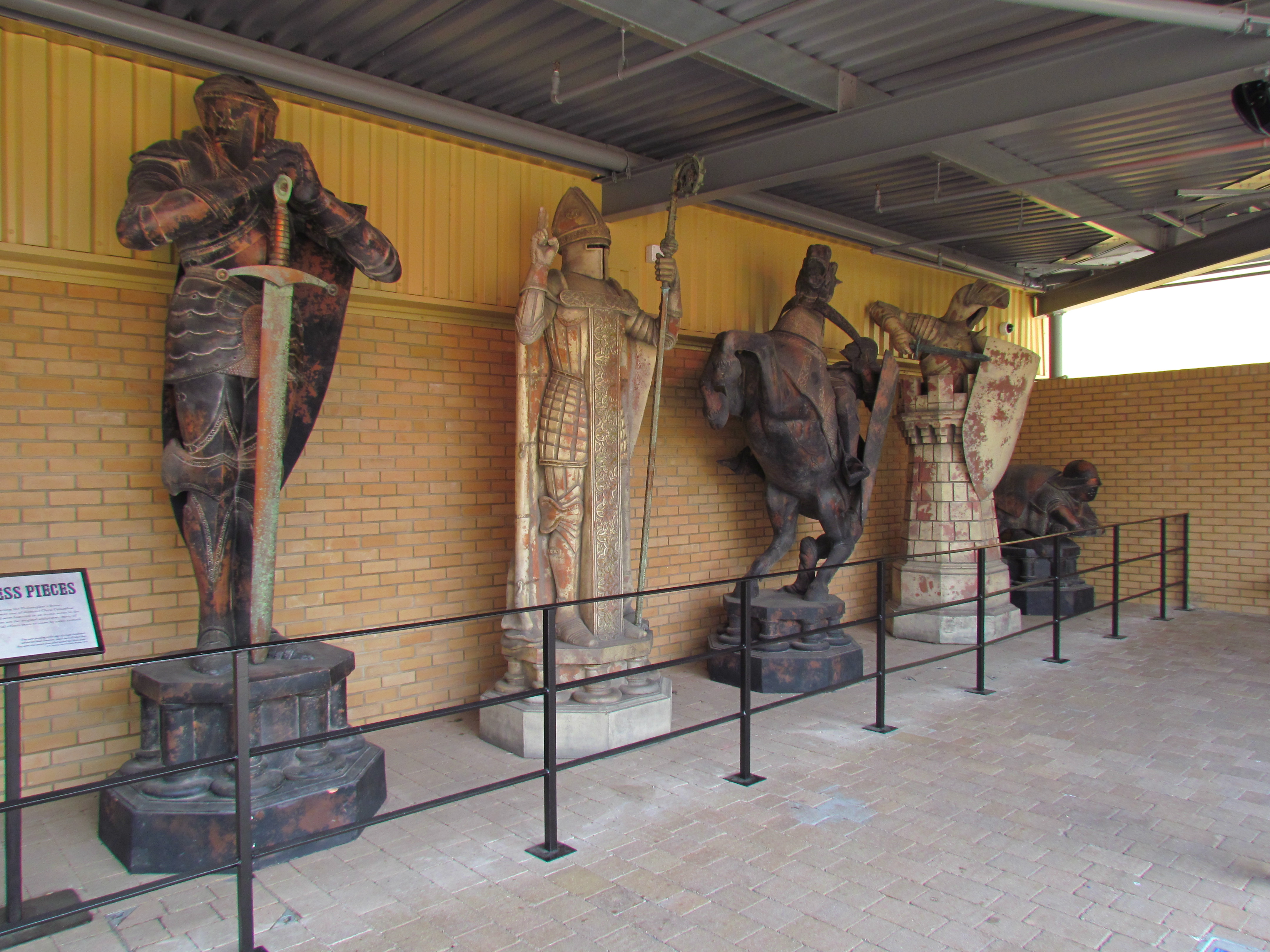
Волшебные шахматы из фильмов о Гарри Поттере

Большинство фильмов в жанре фэнтези представляют собой экранизации книг, комиксов (манги) или сняты по их мотивам. Популярность жанра фэнтези привела к появлению ряда телесериалов, среди которых широкую известность приобрели такие, как «Игра престолов», снятый по саге «Песнь Льда и Пламени» Дж. Р. Р. Мартина и получивший название по первой книге саги), а также «Сверхъестественное», «Зачарованные», «Легенда об Искателе», «Зена — королева воинов», «Однажды в сказке», «Чародей», «Чародей: Страна Великого Дракона».
В кинематографе этот жанр пережил первый бум в 1980-х годы (в основном в США и Италии, когда вышли фильмы «Конан-варвар», «Тёмный кристалл», «Лабиринт» и другие), но к началу 1990-х пришёл в упадок. Он снова пережил расцвет в 2000-е с появлением кинотрилогии «Властелин колец», серии экранизаций «Гарри Поттера» и «Хроник Нарнии». Однако к концу десятилетия фэнтези в большом кино уступило в популярности супергеройскому жанру и в дальнейшем перешло главным образом в телевизионные сериалы, где имели большой успех «Игра престолов», «Аватар: Легенда об Аанге» и др.
Фэнтези широко представлено в анимации, в частности картинами «Огонь и лёд» и «Властелин колец» Ральфа Бакши, «Хоббит» и «Возвращение Короля» Рэнкина и Бэсса, «Dragonlance: Драконы осенних сумерек» Меньота, французским фильмом «Дети дождя» и др. Мультсериал «Аватар: Легенда об Аанге» породил ряд продолжений и ремейков. К фэнтези относятся очень многие японские анимационные сериалы, например «Берсерк», «Рубаки», «Клеймор», «Moribito: Guardian of the Spirit», «Двенадцать королевств», «Летопись войн острова Лодосс», «Повесть о стране цветных облаков», «Волчица и пряности», «Таинственная игра», «Некий магический Индекс», «Сага о Гуине», «По ту сторону стекла».
По мнению некоторых критиков, в частности авторов «Мира фантастики» и сайта io9, фэнтези-кино до сих пор сильно уступает фэнтези-литературе в качестве и глубине и не реализует полностью потенциал жанра. Исключениями обычно называют фильмы Питера Джексона по Толкину, серию «Гарри Поттер» и сериал «Игра престолов».

## Ролевые игры

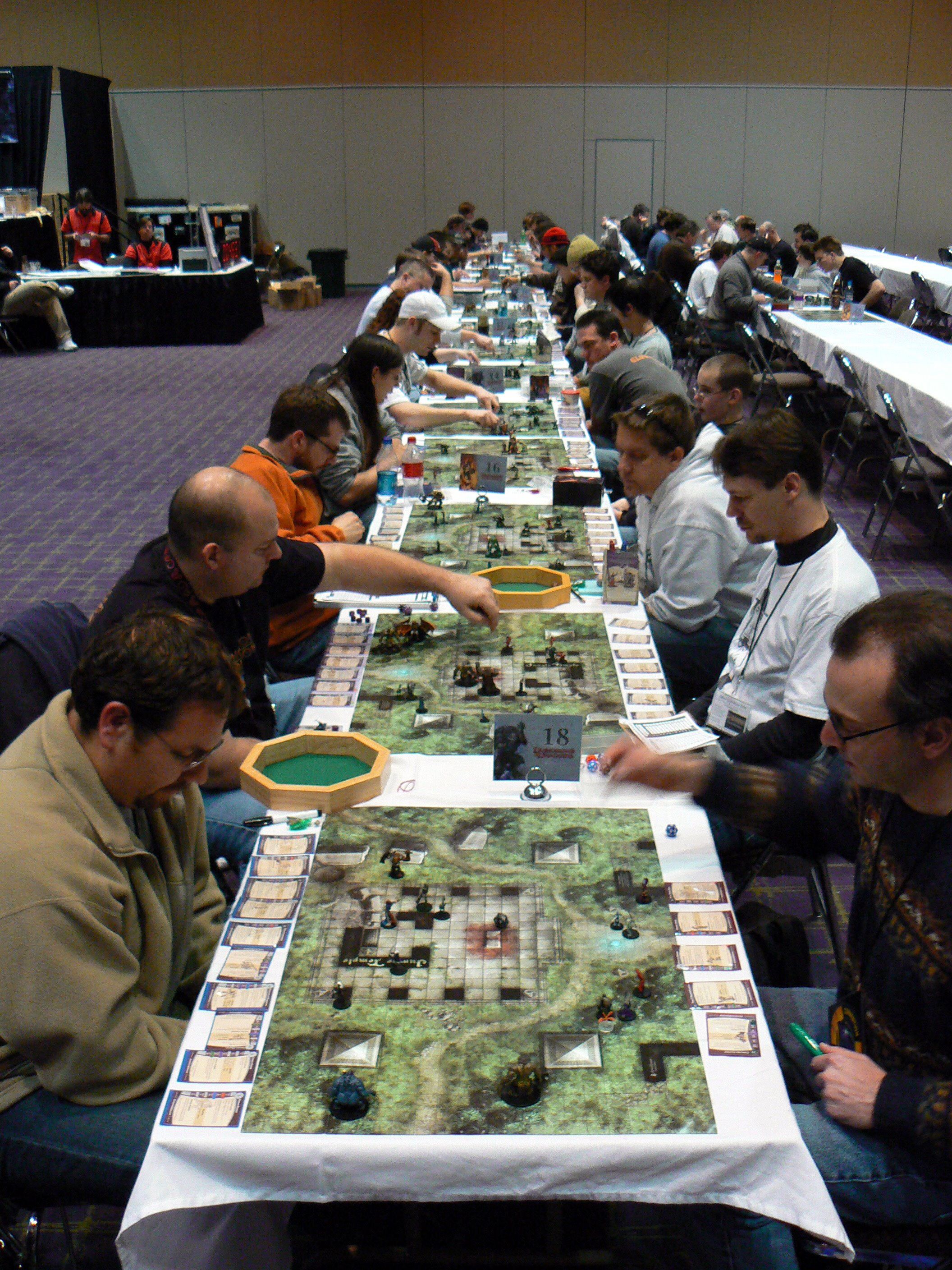
Игроки в Dungeons & Dragons, самую известную систему для настольных ролевых игр

### Настольные ролевые игры
В 1960—1970-x годах популярность фэнтези послужила причиной рождения нового типа ролевых игр. В таких ролевых играх партия из одного/нескольких игроков путешествует по фэнтезийному миру в поисках различных приключений (выполнение заданий, поиск артефактов).
Для количественного описания игрового мира используются различные ролевые системы. Среди ролевых систем можно выделить такие, как Dungeons & Dragons («Подземелья и драконы»), GURPS (Generic Universal RolePlaying System — «общая универсальная система ролевых игр») и Pathfinder. Многие ролевые системы позволяют играть не только по фэнтези-мирам, но, например, для Dungeons & Dragons сеттинг высокого фэнтези — основной, прописанный в самих правилах игры.
Ролевые игры, в свою очередь, породили новую волну литературы в жанре фэнтези. Игровые компании издают книги, в основе которых лежат их фантастические вселенные. Одни из наиболее популярных серий — Forgotten Realms и Warhammer.

### Ролевые игры живого действия
Отличительная черта этого жанра ролевых игр в том, что бо́льшая часть действий происходит в реальности, а не в воображении, хотя воображение и играет важную роль. Игроки надевают костюмы, соответствующие тому сеттингу, в котором происходит действие ролевой игры. Во многих случаях сеттинг взят из какого-либо произведения, но не исключены и варианты, когда он придуман с нуля. В подобного рода ролевых играх уровень погружения может быть различным, что зависит от степени реалистичности костюмов и декораций. Ролевые игры живого действия напоминают театр, в котором прописаны только основные моменты спектакля, а всё остальное появляется по ходу благодаря импровизации игроков.

## Видеоигры

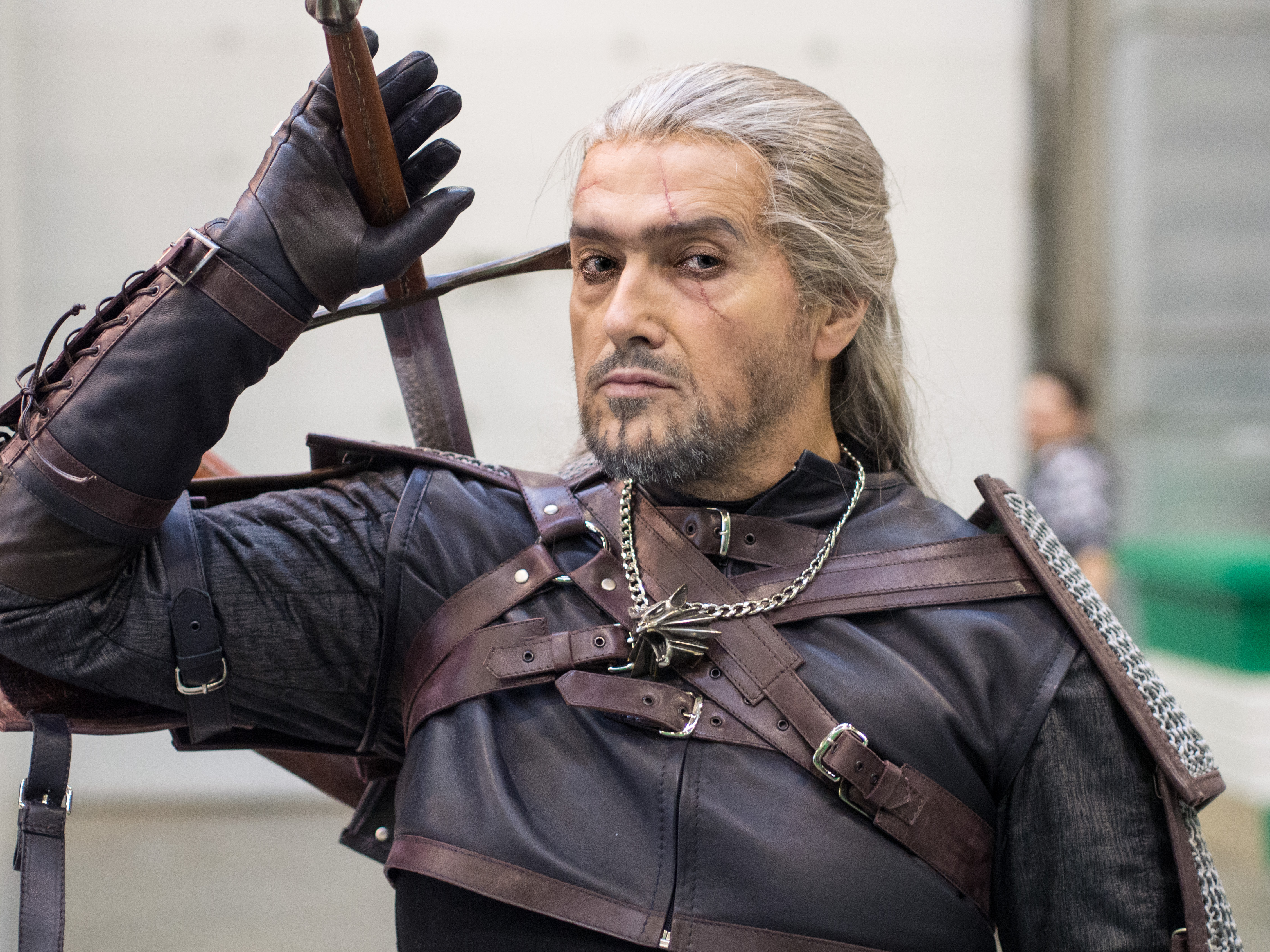
Косплей Геральта, главного героя серии книг и игр «Ведьмак»

Фэнтези очень популярно как сеттинг в видеоиграх. Вселенные таких игровых серий, как WarCraft, The Elder Scrolls, The Legend of Zelda, Dragon Age и множества прочих представляют собой миры высокого фэнтези. Такие игры, как Gothic или Dark Souls, — представители тёмного фэнтези.
Особенно популярны фэнтези-сеттинги у создателей компьютерных ролевых игр. Среди RPG, получивших, по данным Metacritic, самые высокие оценки критиков, подавляющее большинство составляют фэнтези-игры, в частности Baldur’s Gate II: Shadows of Amn, Dragon Age: Origins, Skyrim, Divinity: Original Sin и The Witcher 3: Wild Hunt. Существует также большое количество экшен-игр в жанре фэнтези (например, God of War), фэнтези-стратегии (например, Warcraft), фэнтези-приключенческие игры (например, Myst).
Многие исследователи отмечают, что фэнтези и фантастика в принципе пользуются в видеоиграх особой популярностью. Это связывают с тем, что видеоигры по природе своей позволяют игрокам воплощать фантазии о невозможном — и это хорошо сочетается с жанрами фэнтези и фантастики.

## Живопись

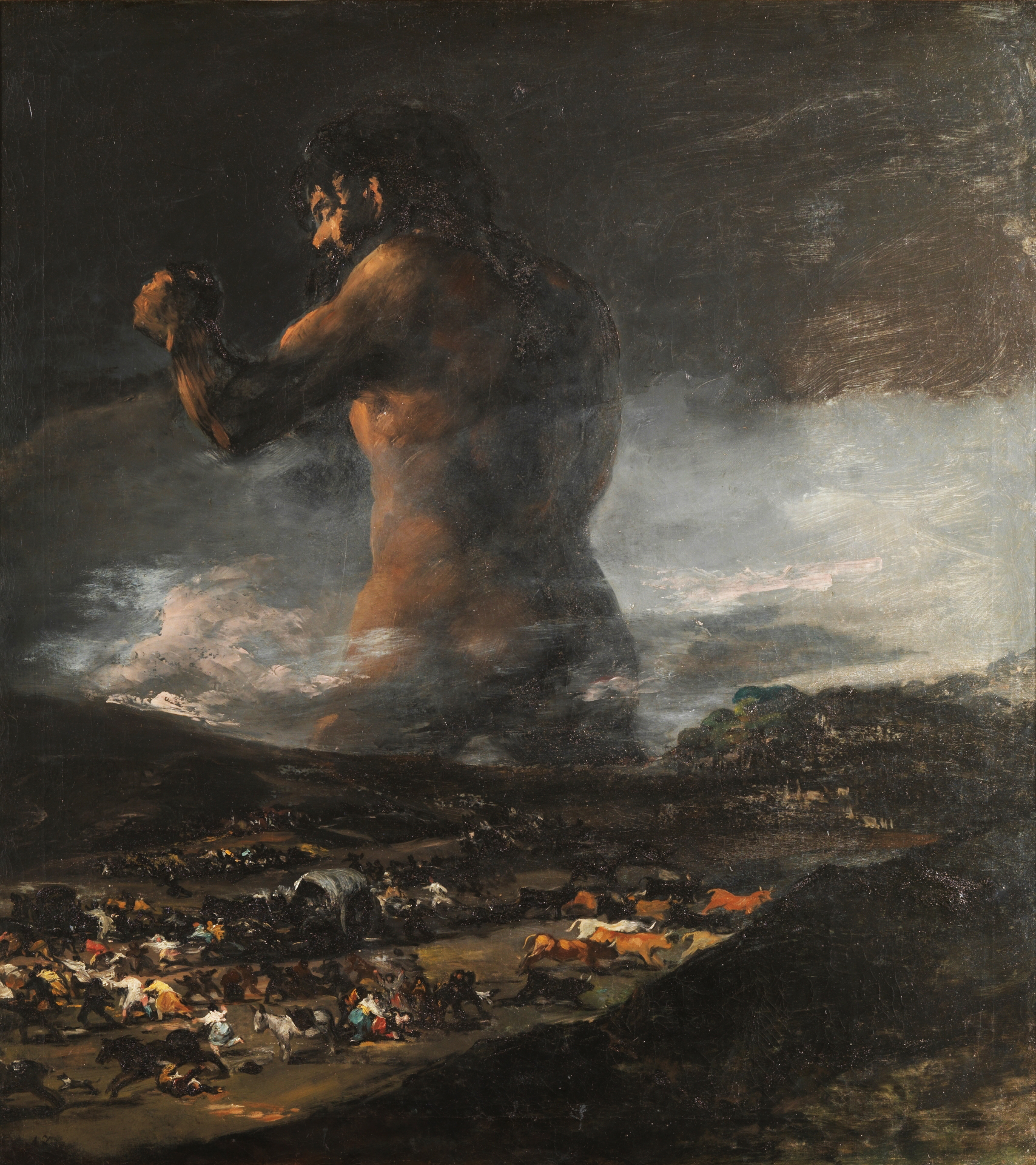
«Колосс» Франсиско Гойя

Фэнтези, в форме фольклора, легенд и фантастики, фигурировала в живописи ещё до оформления в отдельный жанр фэнтези-арта. Примеры — работы Виктора Васнецова, Ивана Билибина, Михаила Врубеля.
Развитие живописи в жанре фэнтези шло параллельно и схоже с развитием литературы, поскольку основная масса художников рисовала обложки и иллюстрации к книгам и играм, а также фантастические комиксы и коллекционные игровые карты.
- Стилистика Бориса Вальехо, Джулии Белл, Луиса Ройо, Фрэнка Фразетты близка героическому фэнтези. Их картины изображают красивых, мускулистых, подобно античным скульптурам, мужчин и женщин. Помимо живописи, Фразетта нарисовал анимационный фильм «Лёд и пламя».
- Иллюстрациями к Толкину и коллекционными календарями по нему прославились братья Тим и Грег Хильдебрандты, Алан Ли, Джон Хау, Тед Несмит.
- Ларри Элмор, Кит Паркинсон, Клайд Кальдвелл, Джефф Изли составляли художественную редакцию издательства TSR, Inc./Wizards of the Coast, создавая дизайн вселенных Dragonlance и Forgotten Realms.
- Майкл Уэлан — один из наиболее известных иллюстраторов в литературе жанра фэнтези[источник не указан 3600 дней].
- Тодд Локвуд, художественный редактор Wizards of the Coast — работы по вселенной Forgotten Realms.
- Мэтт Ставицки — иллюстрации к книгам серии Dragonlance.
- Сэмвайс Дидье — концепт-арт вселенной WarCraft.
- Лео Хао — иллюстрации к книгам Юрия Никитина и Ника Перумова, обложки альбомов групп Ария и Blind Guardian.
- Антон Ломаев — иллюстратор Марии Семёновой, Тэда Уильямса и др.
- Владимир Бондарь — работы по книгам Ника Перумова и Сергея Лукьяненко.
- Джорж Грие — канадский художник — неосюрреалист, широко известен по многочисленным произведениям современного фэнтези.
- Виктория Франсес — итальянская художница, широко известная по многочисленным готическим работам и иллюстрациями к «Дневникам вампира».
- Брайан Фрауд — известный английский художник в стиле фэнтези. Работал над иллюстрациями к фильмам «Тёмный кристалл» и «Лабиринт».

## Музыка

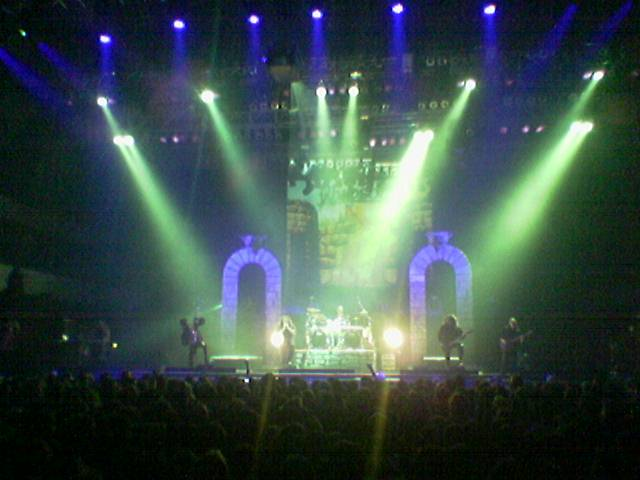
Большинство альбомов группы Rhapsody объединено сюжетом в стиле фэнтези, что подчёркивают и декорации на концертах группы

К теме фэнтези обращались многие музыкальные группы, чаще всего из играющих фолк или метал.
Существует ряд концептуальных альбомов у таких групп, как Blind Guardian, Summoning, Battlelore, с текстами, посвящёнными фэнтезийным произведениям, в большинстве случаев — книгам Толкина. Группы Rhapsody of Fire и Bal-Sagoth издают серии концептуальных альбомов со сквозным сюжетом. Тематика последних близка к книгам Р. Э. Говарда и Г. Лавкрафта. Российская группа «Эпидемия» также создала концептуальный сюжетный альбом «Эльфийская рукопись» и его продолжение «Эльфийская рукопись: Сказание на все времена». Существуют целые рок-оперы с фэнтезийными сюжетами, такие как «Avantasia» и «Дорога без возврата». К темам волшебства, мифических созданий, богов и героев в своих песнях постоянно обращаются группы Therion, Amorphis, Manowar, Finntroll, Kamelot, HammerFall, Twilight Force, Edenbridge, Mechanical Poet и многие другие.
Существует также направление менестрелей, целиком посвятивших своё творчество фэнтезийной или средневековой тематике (Тэм Гринхилл, Йовин, Канцлер Ги, Ренни, Джем и т. д.). Обычно они исполняют песни под гитару в стиле авторской песни.
Многие исполнители фолк-музыки, нью-эйджа, дарк-эмбиента и симфонической музыки, чья музыка зачастую не имеет текстов, также обращаются к темам фэнтези, пытаясь воссоздать в своих произведениях атмосферу фэнтези, магии, древнего мира. Среди них Дэвид Аркенстоун, Джереми Соул, Lovidalf Ranemmak VI, Антти Мартикайнен, Хизер Дейл, Лорина Маккеннит, Nox Arcana, Hattifatteners, Fief, Omnia, Trobar de Morte, помимо многих других.

## Архетипы фэнтези
Значительная часть вымышленных миров и сюжетов в фэнтези построена на архетипах — стереотипных, сформированных предшествующей культурой образах и ходах.

### Фэнтезийные расы
В большинстве фэнтези-вселенных в том или ином виде фигурирует определённый набор вымышленных народов, условно называемых расами. Некоторые из них заимствованы из мифологии, образы других — авторский вымысел либо переработаны из мифологических писателями (например, Толкином) и использованы их последователями. Ролевая система Dungeons & Dragons тщательно систематизировала эти расы, что значительно повлияло на писателей, авторов игр и художников. Основные расы:
- Эльфы (англ. Elves) — древняя раса, похожая на людей; как правило, утончённые, склонные к магии, защите природы, искусствам, долгожители (в том числе бессмертные).
- Дварфы или гномы (англ. Dwarves) — бородатые подземные карлики крепкого телосложения, изобретательны, занимаются горным и кузнечным делом, добычей драгоценных камней.
- Орки (англ. Orcs) или гоблины (англ. Goblins) — уродливые воинственные варвары, иногда зеленокожие. Основное занятие — грабежи и убийства. В произведениях Толкина показаны как изувеченные Тьмой эльфы.
- Полурослики (англ. Halflings) (под различными названиями) — производные от хоббитов Толкина. Маленькие человекоподобные существа, предпочитают метательное оружие. Характер может колебаться от миролюбивых фермеров Толкина до плутов и мошенников из Dragonlance.
- Тролли (англ. Trolls) — горные великаны, ассоциируемые с камнем.
- Огры (англ. Ogres) — безобразные и злобные великаны-людоеды.

Также в мирах фэнтези часто фигурируют одни и те же мифологические существа, заимствованные преимущественно из греческой, скандинавской, славянской мифологии: драконы, единороги, русалки, кентавры, минотавры, химеры, мантикоры и др. В японской, китайской, корейской и стилизованной под мифологию Дальнего Востока фэнтези фигурируют существа, заимствованные из дальневосточной мифологии: кицунэ, нэко (девушка-кошка), тэнгу и им подобные.
Тем не менее самая распространённая разумная раса в фэнтези — это люди.

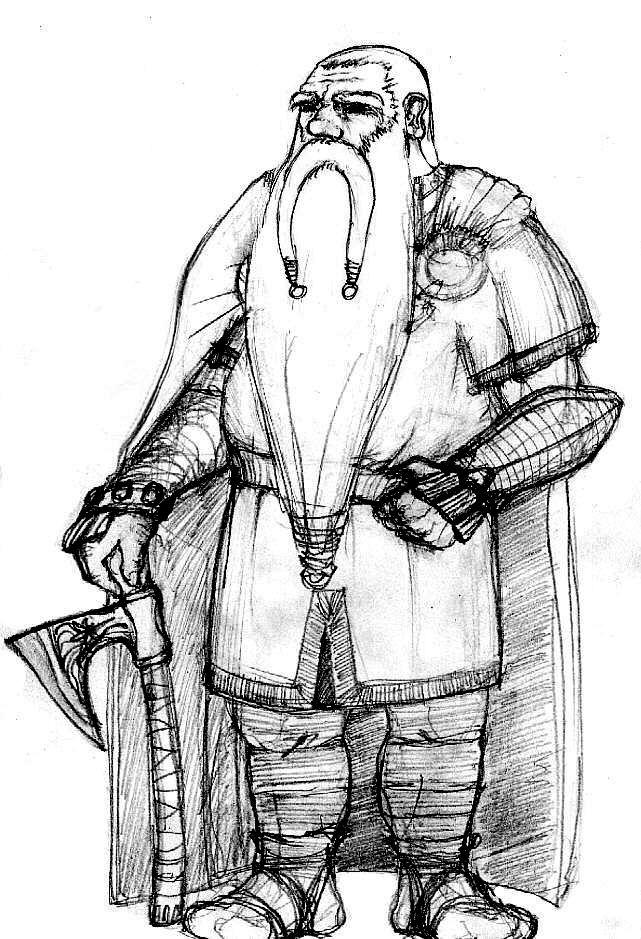
Гном
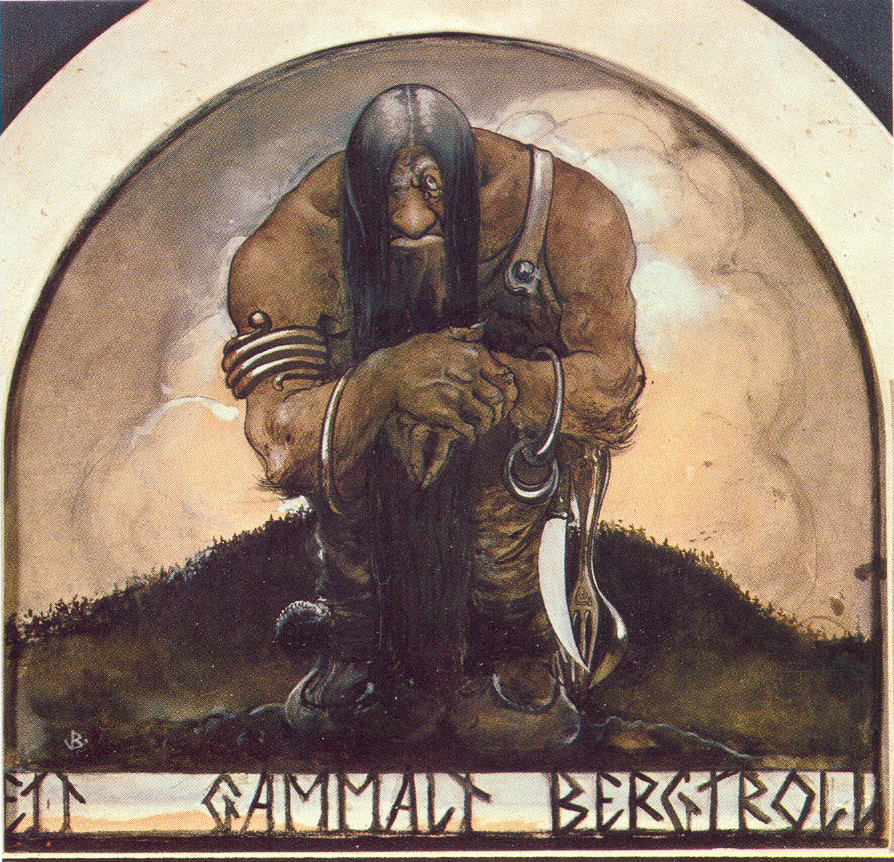
Тролль
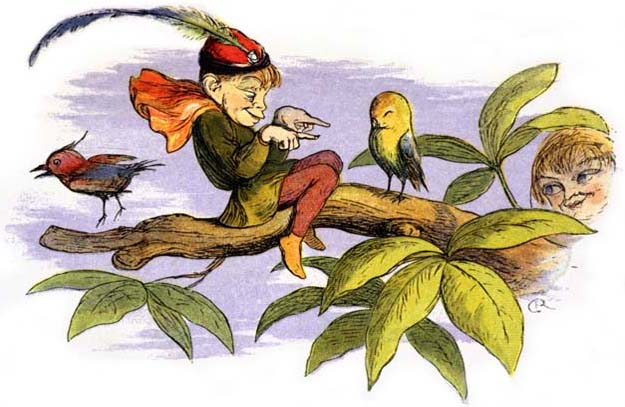
Эльф. Иллюстрация Ричарда Дойля, XIX век.

### Тьма и Свет
В значительной части фэнтези-произведений, преимущественно эпического поджанра, основа сюжета — это противостояние сил Добра и Зла, описываемых как стороны Света и Тьмы. «Властелин колец» Дж. Р. Р. Толкина, «Железная башня» Д. Маккирнана, «Гобелены Фьонавара» Гая Гэвриела Кея, «Колесо Времени» Р. Джордана и многое другое — примеры фэнтези с Тьмой и Светом. Силы Тьмы при этом зачастую изображаются в соответствующей атрибутике (отчасти схожей с атрибутикой субкультуры готов), намекающей на их «тёмность»: чёрные плащи, черепа, маски, оккультная символика. Архетип сил Света менее стоек и, как правило, отсылает к стилистике христианской церкви. Даже в произведениях, где «тёмные силы» не отождествляются с отрицательными персонажами (например, в книгах Ника Перумова), этот стереотип сохраняется.

### Квест
Основа сюжета многих произведений — мономиф в поисках некоего волшебного предмета, места, человека или знания. Этот архетип происходит из сюжетов античной и средневековой литературы — таких, как поиск Гильгамешем цветка бессмертия, поход аргонавтов за золотым руном, поход Галахада за Святым Граалем и т. п. В первых же наиболее известных произведениях фэнтези — «Часе дракона» Говарда и «Властелине колец» Толкина — ярко выражен этот мотив. В дальнейшем значительная часть книг фэнтези имеет сюжет в виде описания путешествия героев к какой-либо цели, с преодолением трудностей и сменами маршрута. Архетип мономифа также успешно использовался для создания сюжетов компьютерных игр, где игроку даётся задание по поиску некоего артефакта и основным занятием игрока является продвижение к нему.

## Классификация

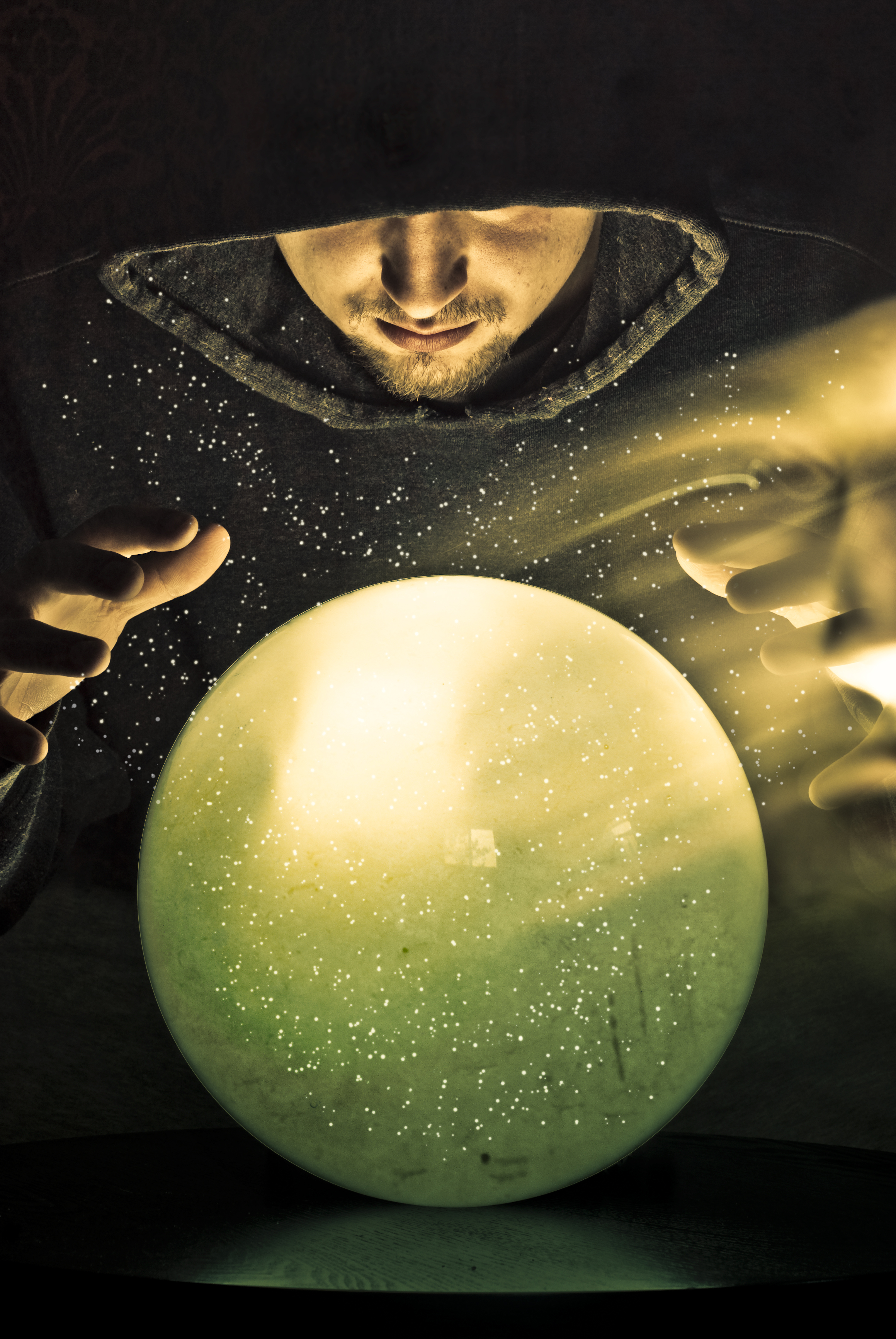

Существует несколько вариантов классификации фэнтези. Например, Елена Ковтун делит фэнтези на четыре типа: мистико-философское фэнтези, метафорическое фэнтези, «чёрное» фэнтези и героическое фэнтези. Р. Шидфар выделяет 4 вида фэнтези: героическое фэнтези, фольклорно-сказочное фэнтези, героико-эпическое фэнтези и мифообразующее фэнтези. М. Ю. Кузьмина считает, что в зависимости от типа героя можно выделить героическое фэнтези, эпическое, юмористическое, феминистское и детское. Классификация фэнтези по С. Алексееву и М. Батшеву выглядит так: классическое фэнтези, историческое фэнтези и science fantasy. Тот же С. Алексеев в соавторстве с Д. Володихиным пишет о наличии других видов фэнтези: славяно-киевского, романтического, историко-мифологического, эпического, юмористического, героического, этического, сакрального. М. Галина классифицирует фэнтези на основании гендерного критерия, различая «мужской» вариант, для которого характерно бинарное противопоставление Добра и Зла, наличие у героя неограниченных возможностей, и «женское» фэнтези, отличительными свойствами которого являются амбивалентная природа Добра и Зла, склонность героя к внутреннему развитию, к рефлексии.
Разные способы классификации фэнтези обобщила Е. Афанасьева в своей наиболее полной на сегодняшний день классификации, опубликованной в статье «Жанр фэнтези: проблема классификации». При этом многие фэнтези-произведения могут соответствовать нескольким разделам этой классификации. В настоящее время большинство произведений фэнтези (и в мире, и в России) представляют собой смесь разных направлений, поэтому внутренняя классификация фэнтези, возможно, утратила чёткость.

### «Высокое» и «низкое» фэнтези
Многие западные критики делят всё фэнтези на две основные категории: «высокое» (high) и «низкое» (low). Эти названия относятся не к качеству произведений, а к количеству фантастической составляющей в описываемом мире.
«Высоким» называют фэнтези, действие которого происходит в полностью вымышленном мире, сильно отличающемся от нашего. Зачастую такие миры населены мифическими существами и волшебниками. «Реальный» мир при этом может существовать как параллельный мир или вообще не упоминаться. Примерами могут служить «Властелин колец» Толкина, «Ведьмак» Сапковского, вселенная Forgotten Realms. Большая часть эпического фэнтези вписывается в понятие «высокого», поэтому эти названия иногда используются как синонимы.
«Низким» называют фэнтези, в котором фантастические события происходят в нашем, реальном мире или очень похожем на него. В мире «низкого» фэнтези люди не верят в магию, и события произведения считаются невозможным чудом. Примерами могут служить многие из произведений городского фэнтези (сериалы «Сверхъестественное», «Зачарованные», «Баффи, истребительница вампиров»), «Благие знамения» Пратчетта и Геймана, такие фильмы, как «Эдвард Руки-ножницы», «Лабиринт фавна», значительная часть детских сказок. К низкому фэнтези близок и магический реализм.
Существует также немало произведений, находящихся на границе «высокого» и «низкого» фэнтези. К примеру, цикл «Гарри Поттер» происходит в реальном мире, где в магию не верят, что позволяет отнести его к «низкому фэнтези». Но мир волшебников, где магия привычна, сильно отделён от мира «магглов» и может рассматриваться также и как мир «высокого фэнтези». Похожее смешение магии и обыденного встречается в романах фэнтези-писателя Головачёва. И наоборот, действие «Песни льда и огня» Дж. Мартина происходит в полностью вымышленном ином мире, где есть драконы, маги и ожившие мертвецы, но встречаются они редко и непривычны для обитателей.

### Сюжетно-тематический принцип

#### Эпическое фэнтези
Истоки эпического фэнтези — в легендах артуровского цикла и религиозной литературе. Произведения этого жанра отличаются большим масштабом сюжетных событий. В произведениях, написанных в стиле эпического фэнтези, обычно описывается эпическая борьба олицетворённого добра и зла: продолжительная борьба героев с могущественным врагом, стоящим на стороне зла и обладающим сверхъестественными силами. События таких произведений затрагивают весь описываемый фантастический мир, где происходят масштабные войны, а в задачу героев входит спасение всего мира или значительной его части. Сюжет в произведениях эпического фэнтези нелинеен: события в различных сюжетных линиях могут происходить параллельно. Для эпического фэнтези характерны многотомные эпопеи с описаниями битв и походов. Центральная нить сюжета — это обычно миссия («мономиф») главного героя и его друзей, которая может продолжаться на протяжении долгого времени.
Для эпического «высокого» фэнтези характерны подчёркнутое внимание к психологической достоверности описываемых событий, поступков и характеров персонажей, тщательность в конструировании авторских миров. Авторы не только подробно их описывают, но и часто создают карты, словари, сочиняют историю, зоологию, мифологию, язык и даже алфавит.
В эпическом фэнтези часто используется идея/символ судьбы мира, находящейся в руках одного человека. Герой эпического фэнтези — средний человек, преодолевающий себя, свои возможности и становящийся эпическим героем. Поскольку герои занимают в конфликте определённую сторону условного добра, борющегося со злом, часто (хотя и не обязательно) герои чётко делятся на положительных и отрицательных.

Барад-дур на фоне Огненной горы (кадр из кинотрилогии «Властелин колец» Питера Джексона)

Первым произведением и классикой эпического фэнтези считается «Властелин Колец» Толкина. Многие из использованных Толкином сюжетных ходов и элементов мира стали архетипичными, став основой для активного подражания (Терри Брукс, Деннис МакКирнан, Гельмут Пеш, Кристофер Паолини). Жанр получил наибольшую популярность среди всех разновидностей благодаря развитию в циклах «Земноморье» Урсулы Ле Гуин и «Хроники Амбера» Роджера Желязны. Крупнейшими представителями современного поджанра считаются также Роберт Джордан, Тэд Уильямс, Терри Гудкайнд. В России к произведениям эпического фэнтези относятся «Хроники Хьёрварда» и «Хранители Мечей» Ника Перумова, «Круг Земель» Александра Зорича, «Хроники Арции» Веры Камши.
В более поздний период жанр эпического фэнтези значительно отошёл от борьбы добра и зла, породив близкую к историческому роману, жёсткую и натуралистичную разновидность (Джордж Реймонд Ричард Мартин, Анджей Сапковский, отчасти Стивен Эриксон).
К ответвлениям эпического фэнтези относится фольклорно-сказочный жанр, герои которого действуют в «псевдореальном» мире сказаний и мифов народов Земли — например, «Дети водяного» П. Андерсона, где используются мотивы легенд южных славян; тетралогия «Король былого и грядущего» Т. Уайта, обыгрывающая легенды о короле Артуре.
Один из необходимых аспектов большинства фантастических эпосов, отсутствующий у Толкина, — пророчество, которое должно исполниться. Здесь сыграли свою роль и Библия, и поздние греческие мифы, говорящие о неотвратимости Судьбы. На пророчествах построены такие произведения, как «Белгариад» и «Маллореон» Д. Эддингса, огромная эпопея Р. Джордана «Колесо Времени», роман Глена Кука «Чёрный отряд».
Эпическое фэнтези — самый распространённый вид литературного фэнтези. В кино оно представлено менее широко, в основном экранизациями Толкина и других авторов.

#### Романтическое фэнтези
Термин «романтическое» фэнтези был предложен Б. Невским в публикации в журнале «Мир фантастики и фэнтези». Этот термин происходит от понятия «romance», на Западе означающего любовные романы. Но от любовных романов romance-fantasy отличают глубокий психологизм, мастерски прописанные взаимоотношения персонажей. Как примеры Б. Невский приводит роман «Альтист Данилов» В. Орлова, «Анахрон» Е. Хаецкой и В. Беньковского, «Королевскую кровь» Д. Трускиновской, «Имя богини» В. Угрюмовой. В русле романтической фэнтези лежит раннее творчество М. и С. Дяченко (цикл «Скитальцы» и роман «Привратник» в частности). Примечательны также произведения Д. Трускиновской (повесть «Жалобный маг»), Н. Ипатовой, романы о Кенете Э. Раткевич, роман «Двойник для шута» В. Угрюмовой.
Романтическое фэнтези может сочетать признаки других разновидностей фэнтези: героический пафос, эпичность изложения, проработанное описание мира, полную историчность деталей. Тем не менее происходящие в романтическом фэнтези события не отличаются судьбоносностью и не влияют на пути развития мира, герои в гораздо большей мере заняты личными делами, а не борьбой с (условно говоря) Чёрным Властелином. В произведениях как важная составляющая присутствуют любовная линия и другие варианты тонких межчеловеческих взаимоотношений. Иначе говоря, в рамках этой разновидности фэнтези сталкиваются не носители концепций, а лишь люди с их слабостями, страхами и желаниями.

#### Мифологическое фэнтези
Особенность мифологического фэнтези заключается в том, что автор перерабатывает какой-нибудь миф (мифологическую систему), сохраняя основной сюжет и/или окончательные события, в отличие от произведений с авторским мифотворчеством, где писатель строит собственную псевдовселенную, хотя и используя (заимствуя) мифологические представления разных народов. К мифологическому фэнтези относят, например, «Властелина колец» Дж. Р. Р. Толкина, «Перси Джексона и Похитителя молний» Рика Риордана.
С. Чупринин отмечает, что в русском мифологическом фэнтези «вне конкуренции авторский тандем Генри Лайон Олди, создавший романы по мотивам, кажется, всех мировых религий». Б. Невский в качестве примеров мифологического фэнтези называет романы Г. Л. Олди «Герой должен быть один», «Одиссей, сын Лаэрта», роман «Осенний лис» Д. Скирюка, «Диомед, сын Тидея» А. Валентинова.

#### Тёмное фэнтези
Тёмное фэнтези (англ. dark fantasy — буквально «тёмное» или «мрачное» фэнтези) — поджанр, находящийся на стыке между готикой и фэнтези. Генетически тёмное фэнтези связано с готическим романом ужасов XVIII века, основоположник тёмного фэнтези в западной литературе — Г. Ф. Лавкрафт (1890—1937). Действие происходит в мрачных, изломанных мирах. Традиционные произведения жанра строятся по классическим фэнтезийным канонам, но, в отличие от классического фэнтези, где основу сюжета составляет борьба Добра со Злом, в тёмном фэнтези Зло уже победило и его проявления воспринимаются как дело обычное. Основным конфликтом произведений жанра часто можно назвать противостояние «малого» и «большого» Зла. Книги в этом жанре часто вызывают эмоциональное потрясение у читателя выписанной с особенным старанием атмосферой гнетущего мрака и полной безнадёжности.
Очень часто воюющие на стороне добра герои тёмного фэнтези несут на себе печать окаянства. Пример — клейморы (из манги «Клеймор»), которые сами могут в любой момент превратиться в чудовищ, более страшных, чем те, с которыми воюют, или принцессы немёртвых (из манги «Shikabane Hime»), сражающиеся с такими же, как они, живыми мертвецами, поскольку принцессам немёртвых обещано, что за это они мирно упокоятся и не попадут в ад. Классический пример литературы в жанре тёмного фэнтези — цикл «Чёрный отряд» американского писателя Глена Кука.
Примеры русскоязычного тёмного фэнтези — А. Дашков («Странствия Сенора», «Война некромантов», цикл «Звезда Ада», роман «Умри или исчезни!»), Олег Дивов («Ночной смотрящий»), Виктор Точинов.
В других видах искусства показательный пример — манга Кэнтаро Миуры «Берсерк», повествующая о мире, в котором судьба людей направляется Идеей Зла.

#### Мистическое фэнтези
Примеры — Глен Кук, Р. И. Говард, «Дозоры» С. Лукьяненко (в то же время и городское фэнтези), боевые триллеры из сериала «Запрещённая реальность» В. Головачёва, историко-мистический триллер А. Валентинова «Дезертир», трилогия О. Дивова «След зомби».

### Мифологический и национальный колорит

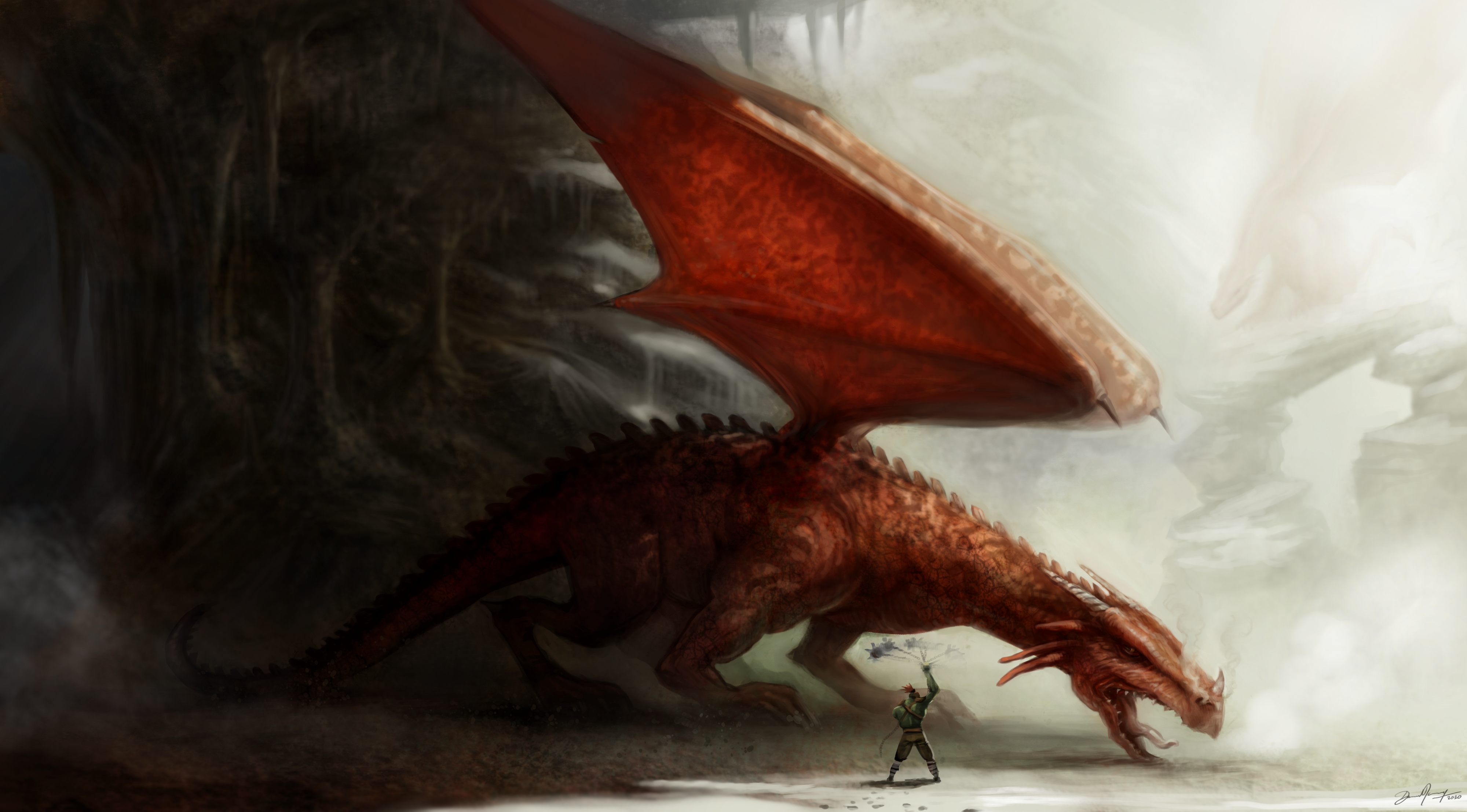
Давид Ревуа, «Дракон» 2010

#### Мифология как первоисточник. Классическое фэнтези
Фэнтези основано на мифологических мотивах. По используемой мифологической основе можно выделить фэнтези на западной мифологии(в том числе фэнтези на германо-скандинавской мифологии — Елизавета Дворецкая «Корабль во фьорде», фэнтези на кельтской мифологии — произведения о Святом Граале); фэнтези на славянской мифологии (в рамках которой иногда выделяют фэнтези на русской мифологии); фэнтези на восточной мифологии (ориентальная фантастика) (в том числе фэнтези на японской мифологии, китайское уся и другие); фэнтези на африканской мифологии («По мыслящим королевствам» Алана Фостера, «На странных берегах» Тима Пауэрса, «Дети Ананси» Нила Геймана); фэнтези на индейской мифологии (Андре Нортон); фэнтези на мифологии австралийских аборигенов (Патрисия Райтсон); фэнтези на мифологии Океании (Майкл Скотт Роэн); фэнтези на эскимосской мифологии (Ларри Нивен, Стивен Барнс).
Допускается также синтез (серия о Средиземье Джона Р. Р. Толкина), смешивание («Американские боги» Нила Геймана) мифических основ и создание фэнтези на авторской мифологии («Дерини» Кэтрин Куртц, «Земноморье» Урсулы ле Гуин, «Хроники Дюны» Фрэнка Херберта). Гибридные поджанры технофэнтези и научное фэнтези заимствуют у научной фантастики мифологию научно-технической эпохи. Существует фэнтези на городской мифологии (городское фэнтези). На постсоветском пространстве выделяют жанр славянского фэнтези (которое обычно противопоставляют западному). Общепризнано выделение ориентального (восточного) фэнтези, основанное прежде всего на мифах народов Восточной Азии.

#### Славянское фэнтези
По определению В. Гончарова, славянское фэнтези — разновидность фэнтези, включающая в себя произведения, «мир в которых порождается национальным колоритом, где источниками фабулы являются чаще всего мифологические сюжеты и образы древних славян, их пантеон богов, предания, легенды, реалии быта». Как отмечает Е. Гарцевич, главные составляющие славянского фэнтези — «историко-мифологические данные: предания, былины, мифы — и стандартные фэнтезийные каноны: любовь, приключения, странствия». О. Криницына пишет, что произведения славянского фэнтези «объединены общей идеей (величия русской нации, восходящего к панславянскому единству), сверхсюжетом (обретения героем легендарного прошлого для своего народа), хронотопом (времена праславянского единства… описанное авторами время относится к раннему периоду развития славян, то есть к V—VI векам), колоритом (обилие образов славянской мифологии, языковая стилизация), типом героя (славянином, обретающим в ходе испытаний свою идентичность)».
Славянское фэнтези появилось как ответ на волну западного фэнтези и выделилось в качестве самостоятельного жанра к концу XX — началу XXI века. В его основе лежит сочетание славянского фольклора и стандартных фэнтезийных канонов. Дальним предшественником славянского фэнтези можно считать забытого писателя Александра Вельтмана с романами «Кощей Бессмертный» (1833) и «Святославович, вражий питомец» (1834), но основателем славянского фэнтези стал Юрий Никитин с серией романов «Трое из леса». Никитин также написал посвящённые праисторическим «русичам» сериалы «Гиперборея», «Княжеский пир», «Троецарствие». Известная представительница славянского фэнтези — Мария Семёнова с циклом романов «Волкодав», повестью «Поединок со Змеем». Были написаны сиквелы «Волкодава» (издатели попытались сделать его культовой книгой) — в том числе романы из серий «Спутники Волкодава», «Мир Волкодава», выходившие под именами Павла Молитвина, Дарьи Иволгиной и других авторов. Михаилу Успенскому принадлежат такие романы славянского фэнтези, как «Там, где нас нет», «Время Оно», «Кого за смертью посылать». Сергеем Лукьяненко и Юлием Буркиным в соавторстве написан роман «Остров Русь». К фэнтези на основе славянской мифологии относятся такие произведения М. и С. Дяченко, как «Бастард», «Скрут», «Стократ» и др.; романы «Рубеж» и «Пентакль», написанные в соавторстве М. и С. Дяченко, А. Валентиновым, Г. Л. Олди. Авторами славянского фэнтези являются также, в частности, А. Пехов, А. Белянин, Е. Красницкий, А. Мазин, Е. Дворецкая, А. Прозоров, С. Алексеев, О. Григорьева, С. Фомичёв.
В рамках славянского фэнтези выделяют различные подгруппы: историческое фэнтези, героическое, эпическое, городское, мистическое, юмористическое, детское.
На основе русского фольклора иногда пишут и некоторые западные писатели жанра фэнтези: например, Кэролайн Джианис Черри с романами «Русалка» (Rusalka, 1989) и «Черневог» (Chernevog, 1990), Питер Морвуд с циклом «Иван-царевич» (1990—1993), Орсон Скотт Кард с романом «Чародейство».
Некоторые исследователи (К. Крылов, А. Гусарова, Е. Чепур, В. Кайгородова) называют славянское фэнтези русским фэнтези. В то же время под термином «русское фэнтези» подразумевают порой произведения всех жанровых разновидностей фэнтези, написанные русскими авторами. Термин «славянское фэнтези» является более точным.

### Время и место действия

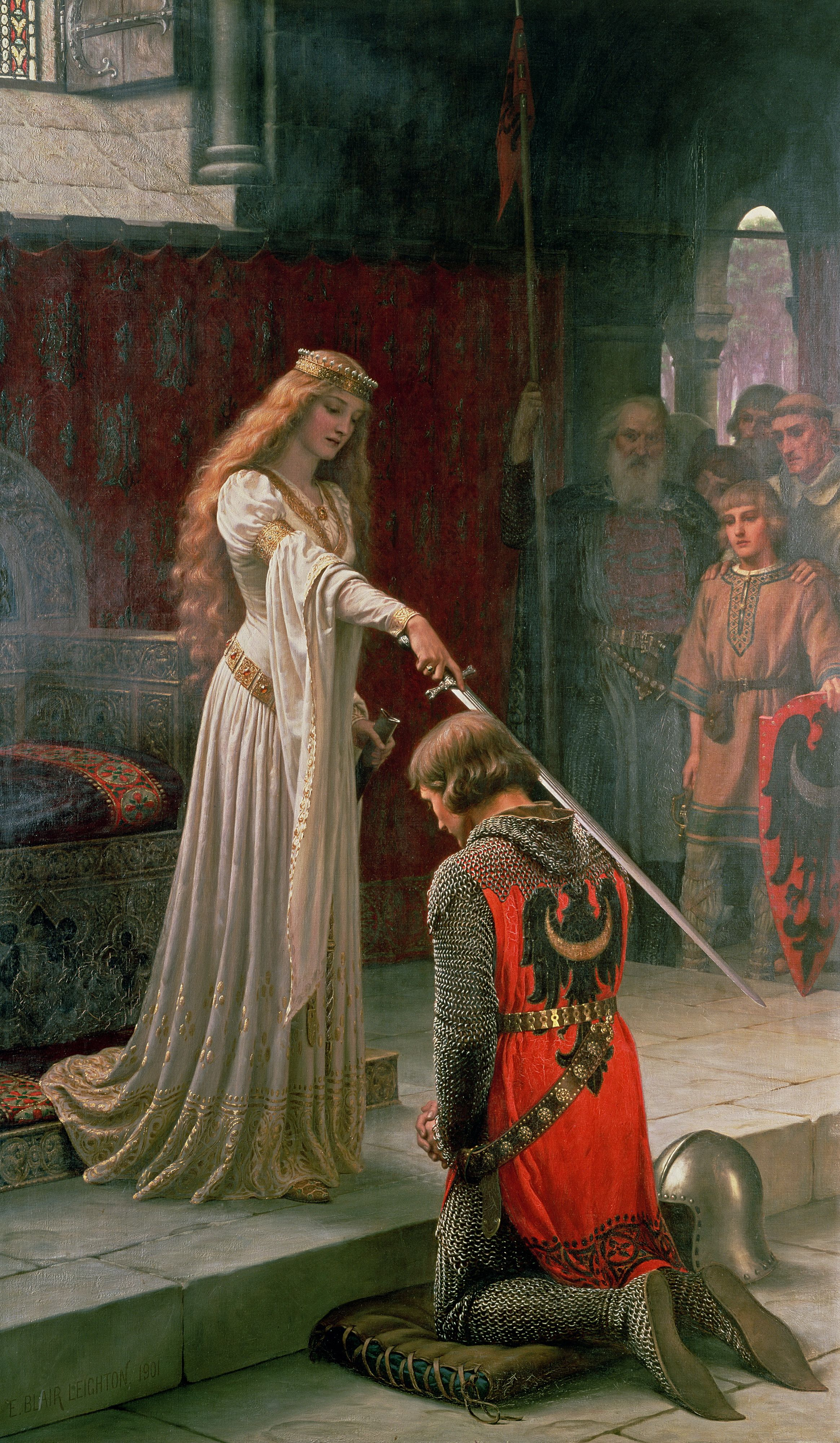
«Акколада» (1901) художника-прерафаэлита Эдмунда Лейтона

#### Историческое фэнтези
Обычно представляет собой конструирование альтернативных миров на основе реального средневековья (чаще всего европейского). Действие, как правило, происходит в прошлом, на фоне известных исторических мест, событий или эпох, но с добавлением таких элементов фэнтези, как магия или мифологические существа. Историческое фэнтези часто основывается на максимально реалистичной (или по крайней мере имитирующей таковую) реконструкции конкретных исторических периодов и достоверном описании реальных событий, а авторами нередко являются профессиональные историки.
Образцами жанра считаются серия Гарри Тертлдава о Погибшем Легионе и книги Мэри Стюарт по мотивам артурианского эпоса. К историческому фэнтези относятся также «Врата Анубиса» Т. Пауэрса, «Хроники Сен-Жермена» Ч. К. Ярбро, «Молот и крест» Г. Гаррисона и Дж. Холма, «Туманы Авалона» М. З. Брэдли, «Хроники дерини» К. Куртц, «Сага о Рейневане» Анджея Сапковского.
Из пишущих в этом жанре современных российских писателей можно отметить Юрия Никитина, Елену Хаецкую, Александра Мазина, выделяется также цикл «Отблески Этерны» Веры Камши, «Летописи Святых Земель» Полины Копыловой, романы Наталии Резановой «Я стану Алиеной» и «Золотая Голова» из цикла об империи Эрд-и-Карнион. Множественные дискуссии в сети вызывает цикл «Конгрегация (Инквизитор)» Надежды Поповой. Один из главных лидеров исторического фэнтези — профессиональный историк Андрей Валентинов (настоящие имя и фамилия — Андрея Шмалько) с произведениями «Ория», «Небеса ликуют», «Ола», «Тропа отступников». Умение описывать мировосприятие средневекового человека «изнутри», подразумевающее реальность многих вещей, абсолютно фантастичных для нынешнего читателя, демонстрирует Святослав Логинов в сборнике рассказов «Быль о сказочном звере» и романе «Колодезь».
Б. Невский считает историческое фэнтези скорее лишь приёмом, заключащиющимся в «конструировании магического мира на основе какого-либо реального исторического периода или событий. Причём по субжанровой направленности это может быть и героика, и эпик, и приключенческий мономиф, и серьёзная психологическая драма».
Предшественник исторического фэнтези — историко-приключенческий роман XIX века. Е. Харитонов считает родоначальником жанра российского писателя А. Ф. Вельтмана, хотя и отмечает, что после смерти писателя его творчество было практически забыто.

#### Городское фэнтези
Городская мифология послужила основой создания отдельного направления фэнтези. Для фэнтези этой разновидности характерно то, что действие разворачивается в современном городе и город играет существенную роль в сюжете и атмосфере произведения. Примером городского фэнтези могут служить произведения Т. К. Фиджери, Л. Н. Томсона, С. Л. Лукьяненко, М. и С. Дяченко, В. Ю. Панова, А. Ю. Пехова, а также роман Андре Нортон «Звёздное колесо» и книга Терри Гудкайнда «Закон девяток».

### Аксиологическая плоскость

#### Героическое фэнтези
Стиль «меча и магии» считается самым старым среди других поджанров. Это модернизированный вариант средневекового рыцарского романа. Суть этой разновидности фэнтези заключается в том, что в центре повествования находится герой-одиночка, одарённый, сильный и способный самостоятельно решить все проблемы и трудности благодаря собственной сноровке, силе или даже магическим способностям. Он не обязательно является эталоном добродетели, может быть разбойником, пиратом или обычным бродягой, в отличие от эпического фэнтези. Проблемы героя обычно локальны и касаются лично героя и его друзей либо отдельной местности, поэтому в героическом фэнтези распространена форма повести и короткого рассказа.
Спустя много лет[после чего?] этот[словесный повтор] поджанр был продолжен сагой Роберта Говарда о Конане из Киммерии. Успех этой[словесный повтор] серии породил множество подражаний (Фриц Лейбер, Ларри Нивен) и прямых продолжений (Леон Спрэг де Камп, Лин Картер, Стив Перри, Пол Андерсон). Более самобытное развитие жанр получил в произведениях Майкла Муркока о Вечном Воителе.
В России жанр прижился на почве славянской культуры, породив особую разновидность — так называемое «славянское фэнтези» (Мария Семёнова, Юрий Никитин, Ольга Григорьева, Ольга Громыко, Елизавета Дворецкая).
В то же время в российском фэнтези имеются и классические для этого вида произведения и циклы. К ним, в частности, относятся «Летописи Разлома» Н. Перумова, цикл «Ветер и Искры» А. Пехова, цикл книг «Волкодав» М. Семёновой.
В кино жанр представлен фильмами о Конане, телесериалом «Зена, королева воинов», «Удивительные странствия Геракла», мультфильмами («Огонь и лёд», «Record of Lodoss War» и т. п.), многими экранизациями литературных произведений. Немалая часть героического фэнтези в кино представлена коммерческими фильмами класса «Б», что значительно портит репутацию жанра.

#### Юмор в фэнтези и пародии

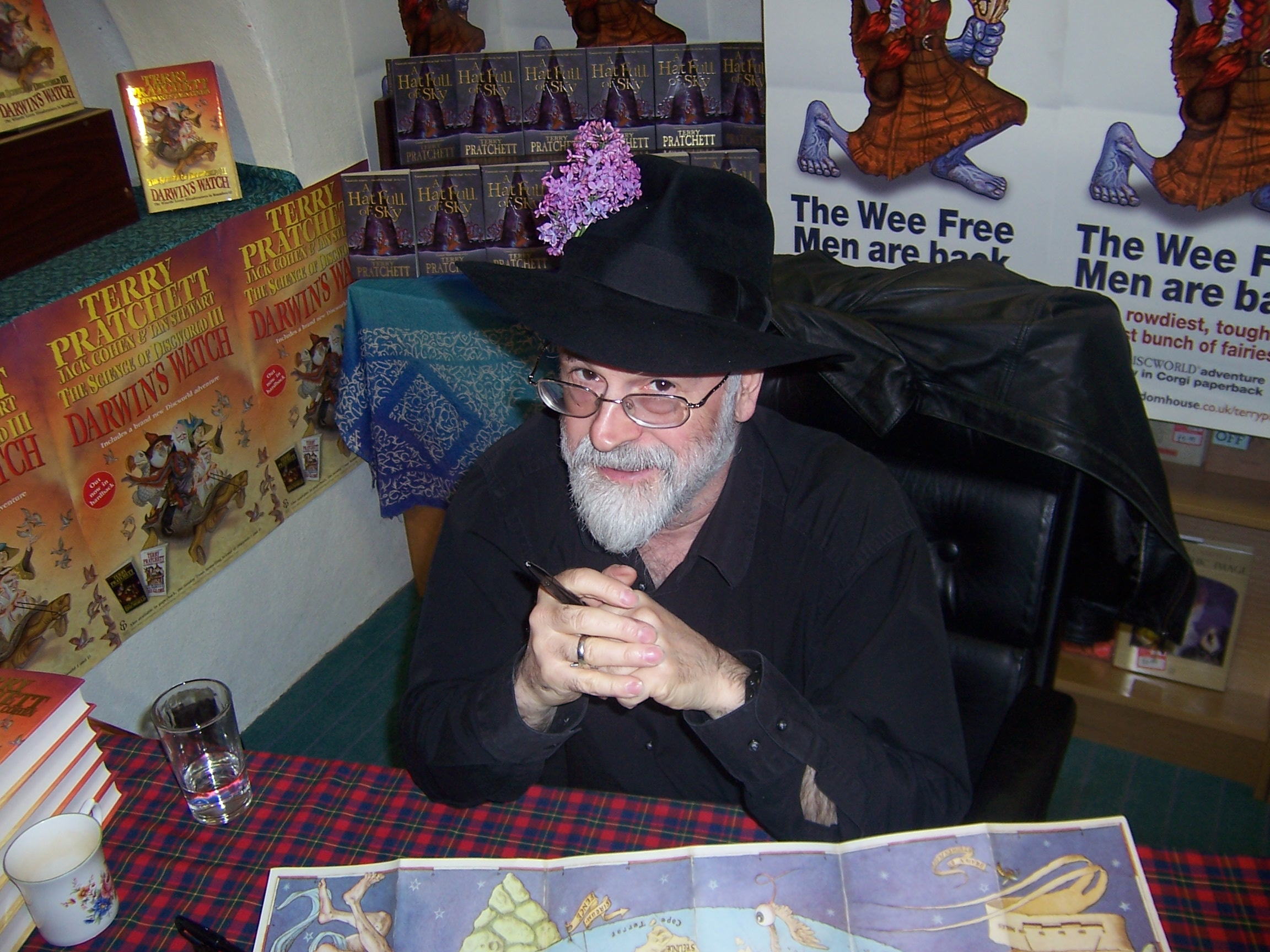
Терри Пратчетт, популярный автор юмористического фэнтези, на фоне своих книг

Истоки юмористического фэнтези — мифы о трикстерах, былины, плутовской роман. Родоначальником этой разновидности фэнтези был Л. Спрэг де Камп, написавший в начале 1940-х годов в соавторстве с Ф. Прэттом трилогию «Дипломированный чародей», иронически повествующую о приключениях чародея-самоучки Гарольда Ши и его неудачливых друзей в различных мифологических мирах.
К юмористическому фэнтези относятся два подвида: «собственно юмористическое» (Р. Асприн «Мир воров», Т. Гудкайнд «Правила волшебника», Г. Рэндал «Слишком много волшебников») и пародии (Г. Берд, Д. Кенни «Холестерин колец»). Между собой эти два подвида различаются степенью отрицания: «собственно юмористическое» фэнтези — сомнение и добрая улыбка, пародия — грубое отрицание волшебства:64. Герой юмористического фэнтези — как правило, герой-плут.
Один из примеров иронического фэнтези — серия романов «Плоский мир» Терри Пратчетта. Как пародию на героическое фэнтези для подростков можно вспомнить аниме-сериал «Рубаки».
Основу российского иронического фэнтези заложил Михаил Успенский: романы «Там, где нас нет» (1995 год), «Во время Оно» и «Кого за смертью посылать». Другие примеры иронического фэнтези — «Катали мы ваше солнце» (1997 год) Евгения Лукина, «Чёрная стена» Леонида Кудрявцева (сочетание иронии и абсурда). В ироническом фэнтези возможно присутствие серьёзной проблематики. Пример использования в рамках иронического фэнтези сатиры, гротеска и социального критицизма — антиутопия «Кысь» (2000 год) Татьяны Толстой. С увеличением популярности иронического фэнтези на смену интересным идеям пришло много низкокачественных произведений-поделок конвейерного типа, наполненных штампами и увязших в легковесности.

### Мировоззренческое начало

#### Научное фэнтези
Научное фэнтези (англ. Science fantasy) — гибридное направление, созданное на стыке научной фантастики и фэнтези. В рамках этого направления законы магии и наличие волшебных артефактов получают научное объяснение. Представители научного фэнтези — М. Суэнвик «Дочь железного дракона», Н. О'Донохью «Перекрёсток», К. Черри «Моргейн»:63. Основоположники научного фэнтези в России — А. и Б. Стругацкие («Трудно быть богом», «Понедельник начинается в субботу», «Пикник на обочине»). Иногда в научной фантастике применяется и мифология фэнтези («Бог света» Роджера Желязны, «Илион» Дэна Симмонса).
Близки к направлению научного фэнтези технофэнтези, в котором технологии и магия сосуществуют в едином сеттинге, и космическая опера.

#### Технофэнтези
Жанр фэнтези, где технологии и магия существуют параллельно или трансформируются друг в друга. Другое определение: произведения, где магия действует по законам формальной логики. Яркий пример технофэнтези — роман Роджера Желязны «Подменённый», мир Андре Нортон из цикла «Колдовской мир», видеоигра «Arcanum».

#### Философское фэнтези
Эта разновидность фэнтези близка к традициям литературной сказки-притчи. Самые известные авторы — М. Пик (трилогия «Горменгаст»), Р. Холдсток (Лес Мифаго), Дж. Краули («Маленький, большой»), Дж. Блейлок, Питер Бигл («Последний единорог»).

#### Христианское (сакральное) фэнтези
Фэнтези, основанное на религиозных мотивах. Не все исследователи признаю́т существование такой разновидности. Однако В. С. Муравьёв в «Литературной энциклопедии терминов и понятий» относит поэмы Дж. Мильтона «Потерянный рай» и «Возвращённый рай» к ведущим произведениям христианского фэнтези, хотя эти поэмы и основаны не на тексте Библии, а на апокрифическом материале. Современные произведения сакрального фэнтези — лангедокский цикл Елены Хаецкой и её роман «Мракобес», написанный под влиянием «Молота ведьм», роман Наталии Некрасовой «Чёрная книга Арды: исповедь стража», роман Дмитрия Володихина «Полдень сегодняшней ночи».
Критики В. Гончаров и Н. Мазова отмечают, что в рамках сакральной фантастики «поле битвы от размеров Ойкумены сужается до ограниченного пространства вокруг человека и неограниченного — в его душе. А художественная задача — показать, что на самом деле борющихся сторон все-таки две, и одна из них безусловно блага. Человек же волен сам выбирать между ними, но не должен отказываться от этого выбора совсем — в противном случае выбор сделают за него».

#### «Философский боевик»
Термин, который предложили Г. Л. Олди для характеристики собственных произведений. В основе философского боевика — «органичное сочетание увлекательного динамичного сюжета с нетривиальными, достаточно глубокими и философскими проработками вторых планов». В рамках этого жанра авторы стремятся показать психологию персонажей в нестандартной обстановке, через действие заставить читателя сопереживать.

### Прочие

#### Детективное фэнтези
Этот жанр создан на стыке детектива и фэнтези. Известные авторы и произведения:
- Глен Кук, цикл фэнтези-детективов о сыщике Гаррете.
- Рэндалл Гаррет, цикл фэнтези-детективов о сыщике лорде Дарси.
- Борис Акунин, «Детская книга».
- Клугер, Даниэль, цикл фэнтези-детективов «Дела магические».
- Алексей Пехов, «Под знаком Мантикоры».

#### Магический реализм
Жанр фэнтези, описывающий мир магии в реалистической манере (подобно фантастическому реализму в фантастике).

#### Игровое фэнтези
Игровое фэнтези — произведения в формате компьютерной игры.
Игровое фэнтези вдохновлено ролевыми играми, и действие его происходит во вселенной, созданной редакторами для настольных и компьютерных игр, иногда это новеллизация их сюжета.
Произведения «игрового» фэнтези могут иметь любые признаки других поджанров, но главная особенность поджанра — концентрация внимания на мономифе группы героев, стилизованном под партию из ролевых игр. В таких произведениях действуют законы и правила, прописанные для сеттинга: например, в части применения волшебниками заклинаний. Среди самых заметных произведений этой разновидности — цикл Dragonlance Маргарет Уэйс и Трейси Хикмена, игровые вселенные Warhammer и Magic, а также романы по многоавторской D&D-вселенной Forgotten Realms — в частности, Роберта Сальваторе. К этому же ряду относятся произведения Ричарда Кнаака, Кристи Голден, Аарона Розенберга, Криса Метцена, Кейта Декандидо, которые повествуют о вселенной Warcraft, созданной в рамках самого масштабного проекта компании Blizzard.

#### Детское фэнтези
Истоки детского фэнтези — мифы о чудесном ребенке и волшебная сказка. Известный представитель этой разновидности фэнтези — Андре Нортон, книги которой издаются с конца 1950-х годов. Наиболее популярен из них цикл «Мир ведьм». Примеры детского фэнтези — К. Льюис, Дж. Роулинг, Н. Уильям, Ф. Пулман, А. Волков, С. Прокофьева, В. Крапивин, К. Булычёв, подражания «Гарри Поттеру» (в частности, произведения Д. Емеца), Н. Щерба «Часодеи», С. Лукьяненко «Мальчик и тьма», А. Зорич, М. и С. Дяченко.

## Формы

### Фантастическая поэзия
Премия Райслинга вручается в том числе и за поэтические произведения в жанре фэнтези. Поэзия фэнтези входит в состав «Антологии Райслинга».
В сборнике фантастической поэзии «Магическая механика» раздел «Волшебное прошлое» посвящён фэнтези. В этом разделе опубликованы поэтические произведения 61 автора, среди которых Борис Стругацкий, Олег Ладыженский, Владимир Васильев и Тэм Гринхилл.
Альманах «Конец эпохи» (1996—2011) публиковал поэзию и прозу фэнтези.
Фэнтези-поэзия нередко входит в состав романов, принадлежащих к этому жанру; известные примеры — произведения Дж. Р. Р. Толкина, Генри Лайона Олди, Марии Семёновой.
Среди поклонников Толкина и ролевых игроков широко развита любительская поэзия фэнтези (см. также Менестрель (ролевые игры)). Представители: Тэм Гринхилл, Йовин и др.

### Фантастическая драматургия
Пьесы в жанре фэнтези принадлежат авторству Генри Лайона Олди.